# Эминем
Ма́ршалл Брюс Мэ́терс III (англ. Marshall Bruce Mathers III; род. 17 октября 1972, Сент-Джозеф, Миссури, США), более известный под псевдонимом Эмине́м (англ. Eminem, [ˌɛmɪˈnɛm], стилизовано как EMINƎM), а также альтер эго Слим Шейди (англ. Slim Shady) — американский рэпер, автор-исполнитель, композитор, музыкальный продюсер, продюсер и актёр.
Помимо сольной карьеры состоял в группе D12 и хип-хоп-дуэте Bad Meets Evil. Является самым продаваемым музыкальным артистом в мире, а также самым продаваемым артистом 2000-х годов. Он назван одним из самых великих музыкантов всех времён многими журналами, включая Rolling Stone, который разместил Эминема под 83-м номером в списке 100 самых великих артистов, а также на 91-м месте в списке 100 величайших авторов песен всех времён. Этот же журнал провозгласил его Королём хип-хопа. Если считать и студийные работы его групп, то у Эминема имеется 14 альбомов, которые достигали первой строчки в Billboard 200. Как сольный артист Эминем продал более 100 миллионов альбомов по всему миру и более 107 миллионов своих записей и 44 миллиона копий своих альбомов только в Америке.
После выпуска своего независимого дебютного альбома Infinite в 1996 году, Эминем достиг огромной популярности в 1999 году с релизом альбома The Slim Shady LP на мейджор-лейбле. Этот лонгплей принёс Эминему его первую награду Грэмми за лучший рэп-альбом. Следующие его две пластинки, The Marshall Mathers LP и The Eminem Show, также победили на Грэмми в той же категории, сделав Эминема первым артистом, кто выиграл эту награду за лучший рэп-альбом три раза подряд. Затем последовали Encore в 2004 году и гастрольный тур с ним, после чего Эминем взял творческую паузу из-за своей наркозависимости. 15 мая 2009 года он выпустил первый альбом за пять лет под названием Relapse. В 2010 году состоялся релиз седьмого студийного альбома Recovery, который отметился всемирным успехом и был назван самым продаваемым альбомом года, как и The Eminem Show в 2002 году. Эминем получил Грэмми за обе пластинки — Relapse и Recovery. 5 ноября 2013 года Эминем выпустил свой восьмой студийный альбом The Marshall Mathers LP 2, также отмеченный премией Грэмми, что, в общем счёте, составило 15 наград за всю карьеру. 24 ноября 2014 года вышла ShadyXV — второй сборник американского лейбла Shady Records, вышедший на Shady и Interscope. 15 декабря 2017 года Эминем выпустил альбом Revival, а через полгода — Kamikaze, причём вышедший без анонса. В январе 2020 года Маршалл подобным образом выпускает Music to Be Murdered By. Уже летом 2024 года Маршалл выпускает альбом The Death Of Slim Shady на котором он уничтожает своё альтер-эго «Slim Shady», которое помогло ему в прошлом завладеть популярностью.
Эминем занимается разной деятельностью: у него есть собственный звукозаписывающий лейбл, которым он управляет вместе со своим менеджером Полом Розенбергом, а также имеется собственная радиостанция Shade 45 на Sirius XM Radio. В 2002 году Эминем снялся в полуавтобиографической хип-хоп-драме «Восьмая миля». Он получил премию «Оскар» за лучшую песню к фильму, став первым рэп-артистом, удостоенным этой награды. Также он появился камео в кинокартинах «Мойка» (2001), «Приколисты» (2009), «Интервью» (2014) и телесериале «Красавцы».

## Биография

### 1972—1992: Детство и юность
Маршалл Брюс Мэтерс III родился 17 октября 1972 года в небольшом провинциальном городе Сент-Джозеф (штат Миссури). Он был первым ребёнком Деборы Р. (Нельсон) Мэтерс-Бригс (1955—2024) и Маршалла Брюса Мэтерса-младшего (1951—2019). Они были местными музыкантами. У Эминема шотландские, английские, валлийские, немецкие, польские и люксембургские корни. Его мать вышла замуж, когда ей было 15 лет. Менее чем через три года Дебора чуть не умерла во время родов, продолжавшихся 73 часа. Через некоторое время отец Маршалла покинул семью, уехав в Калифорнию, и никогда больше не виделся с сыном. После ухода у него родились ещё двое детей: Майкл и Сара. У матери Маршалла, Дебби, позже родился ещё один сын Нейт.
В детстве мать Эминема с детьми постоянно перебиралась с места на место между Миссури и Детройтом, редко останавливаясь в одном доме дольше года. В Миссури они жили в нескольких местах — Сент-Джозеф, Саванна и Канзас-Сити. В подростковом возрасте Эминем писал письма своему отцу, но отправленные письма всегда возвращались со штампом «вернуть отправителю». Друзья, семья и одноклассники помнят Маршалла как «счастливого, но одинокого ребёнка, над которым часто издевались». Например Д’Анджело Бейли избил юного Маршалла в туалете до такой степени, что повредил ему голову ударом об унитаз. Дебби подала иск против школы в 1982 году, но он был отклонён в следующем году, так как школы защищены от судебных исков.
Большую часть своего детства Эминем провёл в рабочем районе Детройта, население которого было преимущественно афроамериканским. В квартале, в котором жил Эминем, было всего три белых семьи, и юного Маршалла несколько раз избивали чёрные подростки. Проведя три года в девятом классе из-за прогулов и плохих оценок, он бросил школу в 17 лет. Он интересовался английским языком, но никогда серьёзно не читал, предпочитая комиксы, и не любил математику и обществоведение. Любовь к комиксам привела к тому, что в детстве Эминем мечтал стать художником.
Маршалл часто ругался и ссорился со своей матерью, но когда он стал известен, Дебби утверждала, что именно она стала главной причиной его успеха. В 1987 году Дебби разрешила остаться его будущей жене Кимберли Энн Скотт в их доме. Маршаллу приходилось работать на нескольких работах, чтобы помочь матери оплачивать счета. Когда матери не было, Эминем включал стерео и писал песни. Впервые Эминем услышал рэп в исполнении Ice-T. Кассету с альбомом подарил ему дядя Ронни, который позже стал его музыкальным наставником. Но в 1991 году Ронни совершил самоубийство, выстрелив себе в голову из ружья. После этого Эминем погрузился в глубокую депрессию и даже не присутствовал на его похоронах. В 14-летнем возрасте Эминем начал читать рэп со школьным другом Майком Руби, они выступали под псевдонимами «Manix» (Руби) и «M&M». Последнее имя, представлявшее собой аббревиатуру имени Маршалл Мэтерс, в дальнейшем превратилось в «Eminem». По субботам он, вместе со своим другом Proof, посещал открытые и тематические конкурсы в магазине «Hip-Hop Shop» на Уэст-Севен-Майл-роуд и рэп-баттлы. Борясь за успех в популярном преимущественно у чёрного населения, андеграундном музыкальном жанре, Эминем завоевал высокую оценку у слушателей хип-хопа. Сочиняя тексты, он старался рифмовать как можно больше слов: он записывал длинные слова или фразы на бумаге, а под ними работал над рифмами для каждого слога. Хотя слова часто не имели смысла, упражнение помогало Маршаллу практиковаться в рифмовке и звукописи.

### 1992—1997: Начало карьеры:Infinite
В 1992 году Эминем, Proof и другие друзья детства сформировали группу Soul Intent, через три года выпустившую мини-альбом. В том же 1992 году Эминем впервые появился в кадре в музыкальном клипе — это был клип на песню «Do-Da-Dippity» от рэпера Champtown. В 1996 году Эминем и Proof объединились с ещё четырьмя другими рэперами в группу Dirty Dozen (D12), которая выпустит альбом Devil's Night в 2001 году. В 20 лет Эминема впервые арестовали, за участие в стрельбе из пейнтбольного ружья. Дело было закрыто, когда предполагаемый потерпевший не явился в суд. Через четыре года Эминем подписал контракт с лейблом FBT Productions Джеффа и Марка Бассов и записал свой дебютный альбом Infinite для независимого лейбла Web Entertainment. Альбом стал провальным. Одной из тем его песен стал рассказ Маршалла о борьбе с нищетой и попытках растить свою маленькую дочь Хейли Джейд Скотт Мэтерс в условиях нехватки средств. В этот период манеру Эминема, чьё творчество испытывало влияние рэперов Наса и AZ, ещё не отличали нестандартное чувство юмора и сдержанная ярость, которые позже его прославят. Детройтские диджеи в основном игнорировали Infinite, а самому Эминему пророчили переход в рок-н-ролл и обвиняли в копировании стиля других рэперов. В то время Эминем и Ким Скотт жили в районе с высоким уровнем преступности, и их дом несколько раз грабили. Маршалл готовил и мыл посуду за минимальную плату в семейном ресторане. Его бывший босс описывал Маршалла как «образцового сотрудника, работающего по 60 часов в неделю». К марту 1997 года он был уволен из ресторана и жил в трейлере своей матери с Ким и Хейли. Из-за провала Infinite и личных проблем Маршалл начал злоупотреблять спиртным и наркотиками и едва не покончил с собой.

### 1997—1999: Рождение альтер эго Слим Шейди, выходThe Slim Shady LP, и последующий подъём к славе

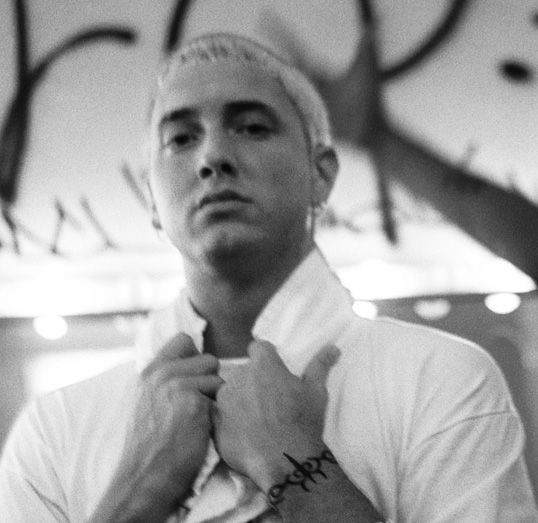
Эминем в Германии, 1999 год

Эминем привлёк к себе больше внимания, когда придумал своё жестокое альтер эго — Слим Шейди (англ. Slim Shady) и выпустил весной 1997 года мини-альбом Slim Shady EP, изданный на лейбле Web Entertainment. На нём Маршалл читал про насилие, секс, наркотики, а также про более серьёзные темы: борьба с нищетой, семейные трудности и ответ на критику Infinite. Хип-хоп журнал The Source поставил Slim Shady EP в колонку «Unsigned Hype» в марте 1998 года.
После выпуска альбома Эминем был обвинён рэпером из Нью-Йорка Cage в копировании стиля, так как альтер эго «Slim Shady» рассказывает о чрезмерном насилии, а Cage уже делал подобное ранее в своей песне «Agent Orange». Некоторые слушатели также заметили, что стили обоих очень схожи, эти обстоятельства привели к вражде между рэперами.
После того как Эминема выселили из дома, он отправился в Лос-Анджелес, чтобы поучаствовать в Rap Olympics 1997 года, ежегодном состязании по рэпу. Он занял второе место. В этом мероприятии присутствовали сотрудники лейбла Interscope Records, Эминем отдал им свою кассету с Slim Shady EP. Они отправили её генеральному директору лейбла, Джимми Айовину. Dr. Dre, продюсер и основатель лейбла Aftermath Entertainment, вспоминал: «За всю свою карьеру я ни разу не находил чего-либо интересного на демозаписях. Когда Джимми слушал эту кассету, я сказал: „Найдите мне его. Сейчас же“».
23 февраля 1999 года Эминем выпустил The Slim Shady LP на лейблах Interscope и Aftermath Entertainment. Это был один из самых популярных альбомов года (к концу года альбом был сертифицирован в трёхкратную платину), но его популярность сопровождалась спорами по поводу текстов песен: например в песне «’97 Bonnie & Clyde» Эминем описывает поездку со своей маленькой дочкой, в ходе которой он избавляется от трупа своей жены. Песня «Guilty Conscience» побуждает человека убить свою жену и её любовника. Эта песня стала началом дуэта Dr. Dre и Эминема. Практически в каждом альбоме присутствует хотя бы одна песня с этим дуэтом.

### 2000—2002:The Marshall Mathers LPиThe Eminem Show
Между первым и вторым альбомами Эминем успел отметиться сразу в трёх треках альбома Dr. Dre 2001 — «The Watcher», «What’s The Difference» и «Forgot About Dre». 23 мая 2000 года Эминем выпускает свой третий альбом The Marshall Mathers LP. Продажи альбома в первую неделю составили 1,76 миллиона копий, установив два рекорда: The Marshall Mathers LP стал самым быстрораспродаваемым рэп-альбомом в мире и самым быстрораспродаваемым сольным альбомом. Первый сингл «The Real Slim Shady» из альбома «The Marshall Mathers LP» имел оглушительный успех, несмотря на оскорбительные заявления о знаменитостях (например, Эминем заявил, что Кристина Агилера занималась оральным сексом с Фредом Дёрстом). Во втором сингле «The Way I Am» он читает про давление со стороны фанатов. Песня также примечательна тем, что она связана с Мэрилином Мэнсоном: он упоминается в песне, появляется в видеоклипе и исполнил припев ремикс-версии «The Way I Am». В третьем сингле «Stan» Эминем пытается справиться со своей славой, принимая образ сумасшедшего фаната Стэна, который убивает себя и свою беременную девушку. Журнал Q назвал её третьей величайшей рэп-песней всех времён, а Rolling Stone поставил «Stan» на 296-е место в списке 500 величайших песен всех времён по версии журнала Rolling Stone. В июле 2000 года Эминем стал первым белым рэпером, появившийся на обложке журнала The Source. В марте 2011 года альбом получил «бриллиантовый» статус RIAA. Общий объём продаж составил 32 миллиона копий по всему миру.

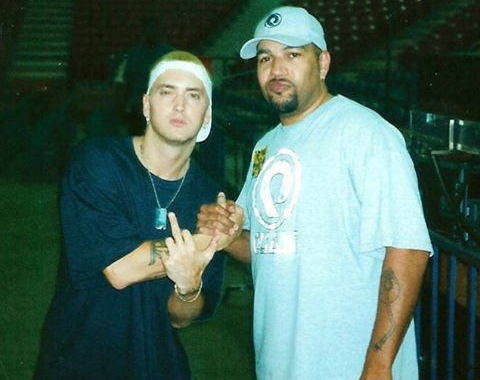
Эминем (слева) на Слип-трейн-арене для тура Up in Smoke Tour, июнь 2000

На 43-й церемонии награждения премии Грэмми Эминем исполнил песню «Stan» вместе с Элтоном Джоном в 2001 году. Выступление было ответом на обвинения в гомофобии со стороны GLAAD. Журнал Entertainment Weekly назвал их выступление одним из лучших за десятилетие. В момент церемонии, GLAAD провела акцию протеста возле Staples Center (именно там проводилось награждение). В том же году Эминем появился в туре Up in Smoke Tour вместе с рэперами Dr. Dre, Snoop Dogg, Xzibit и Ice Cube.
26 мая 2002 года Эминем выпустил свой четвёртый альбом The Eminem Show. Как и предыдущий релиз, The Eminem Show стал успешным: альбом достиг первого места в чартах с продажами более 1,332 миллиона копий за первую неделю. В главном сингле альбома, «Without Me», Маршалл высмеивает Элвиса Пресли, Limp Bizkit, Moby и многих других исполнителей. Как и предыдущий альбом, The Eminem Show в 2011 году получил «бриллиантовый статус RIAA». В этом альбоме Эминем рассказывает про свои отношения с женой и дочерью, о своём статусе в хип-хопе, про нападение в 2000 году на охранника, который целовался с его женой. Стивен Томас Эрлевайн из AllMusic назвал The Eminem Show менее агрессивным, чем The Marshall Mathers LP. Критик Брент Бозелл III, критиковавший предыдущий альбом рэпера за женоненавистнические тексты, отметил огромное количество непристойных выражений в The Eminem Show и назвал Эминема «Eminef» из-за преобладания слова «motherfucker» в альбоме. The Eminem Show разошёлся тиражом в 30 миллионов копий по всему миру и стал самым продаваемым альбомом 2002 года.

### 2003—2007:Encoreи творческая пауза

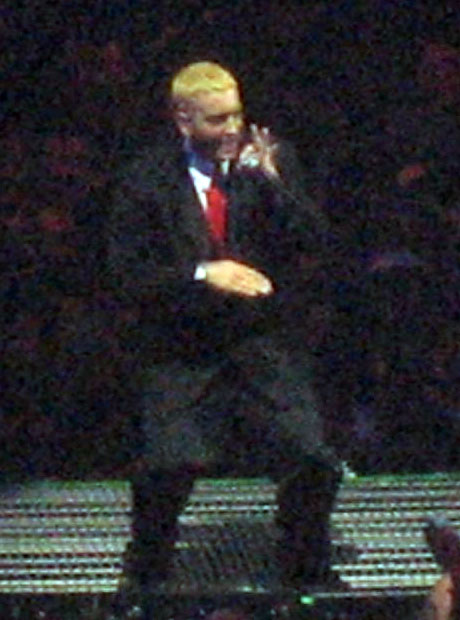
Эминем на концертном туре, посвящённом альбому Encore, 2005 год

В начале декабря 2003 года Секретная служба США заявила, что изучает утверждения о том, что Эминем угрожал Президенту США Джорджу Бушу-младшему в песне «We as Americans», которая позже вошла в бонус-версию альбома Encore. В ней содержатся следующие строчки: «Fuck money, I don’t rap for dead presidents. I’d rather see the president dead.» (с англ. — «К чёрту деньги, я не буду читать рэп ради мёртвых президентов, я бы лучше увидел президента мёртвым»).
В том же 2003 году Эминем, поклонник Тупака Шакура, спродюсировал три трека для саундтрека к документальному фильму «Тупак: Воскрешение».
В следующем году он также спродюсировал 12 из 16 треков в посмертном альбоме Шакура Loyal to the Game.
В апреле 2004 года Маршалл и его группа D12 выпускает свой второй альбом D12 World. За первую неделю было продано 550 тыс. экземпляров альбома. В ноябре того же года Эминем выпускает уже пятый студийный альбом Encore, который также стал успешным. Его продажи были высокими из-за первого сингла альбома, «Just Lose It», который высмеивал Майкла Джексона. 12 октября, через неделю после выхода сингла, Джексон позвонил в радиошоу Стива Харви, чтобы сообщить о своём недовольстве видеоклипом на «Just Lose It», в котором пародируется пластическая операция Майкла и инцидент 1984 года, когда волосы Джексона загорелись во время съёмок рекламы. В том видеоклипе также пародируются Мадонна, MC Hammer и многие другие.
Очень много споров вызвала песня «Mosh», критикующая Президента США Джорджа Буша-младшего. В ней Маршалл называет Буша «оружием массового уничтожения». 25 октября, за неделю до президентских выборов 2004 года, Эминем выпускает видеоклип на «Mosh». В нём Эминем собирает армию жертв администрации Буша и ведёт их в Белый дом. Когда они попадают туда, оказывается, что они там, чтобы проголосовать на выборах. Клип заканчивается фразой «Голосуйте во вторник, 2 ноября». После переизбрания Буша концовка клипа изменилась: во время выступления президента Эминем и его протестующие вторгаются в Белый дом.
Несмотря на положительные отзывы критиков и слушателей, Encore был встречен гораздо прохладнее, чем предыдущие альбомы рэпера. Главными проблемами альбома были более комический настрой, а также ухудшившиеся тексты Эминема и продюсирование. Encore также не сумел выиграть ни в одной номинации Грэмми — почти во всех номинациях Маршалл уступил Канье Уэсту, в том числе и в номинации «Лучший рэп-альбом». Предыдущие альбомы Эминема The Slim Shady LP, The Marshall Mathers LP и The Eminem Show выигрывали в этой категории, причём подряд.
В 2004 году Эминем запустил свою радиостанцию Shade 45 на Sirius Radio. В следующем году появились слухи, что Эминем хочет завершить карьеру рэпера. В начале года появилась новость о том, что в конце 2005 года выйдет двойной альбом The Funeral (с англ. — «Похороны»). 6 декабря вышел сборник лучших песен из альбомов 1999—2005 годов (The Slim Shady LP, The Marshall Mathers LP, The Eminem Show и Encore) Curtain Call: The Hits, включающий в себя три новые песни («FACK», «Shake That» и «When I'm Gone»). За первую неделю было продано почти 441 тыс. копий в США, что сделало сборник четвёртым альбомом Эминема, занявшим первое место в чарте Billboard Hot 200. В том же 2005 году Эминем занял 58-е место в книге Бернарда Голдберга «100 человек, которые портят Америку». По мнению Голдберга, «в мире Эминема все женщины шлюхи, и он жаждет их убить и изнасиловать». Летом Эминем начал своё первое за три года концертное турне по США, в котором приняли участие 50 Cent, G-Unit, D12, Оби Трайс и другие. В августе Эминем также хотел также сделать турне и в Европе, но позже отменил его, объяснив решение необходимостью пройти лечение от наркозависимости. В декабре 2006 года Маршалл от своего лица выпускает сборник треков, записанных на Shady Records — Eminem Presents: The Re-Up. В 2007 году Эминем записывает песню «Touchdown» вместе с рэпером T.I.. В том же 2007 году 50 Cent выпускает альбом Curtis, в который вошла песня «Peep Show», записанная при участии Эминема. После этого Эминем покидает шоу-бизнес более чем на полтора года. В сентябре 2007 года Эминем позвонил в радиостанцию WQHT во время интервью с 50 Cent, сказав, что сейчас он «в подвешенном состоянии».

### 2008—2009: Возвращение —RelapseиRefill

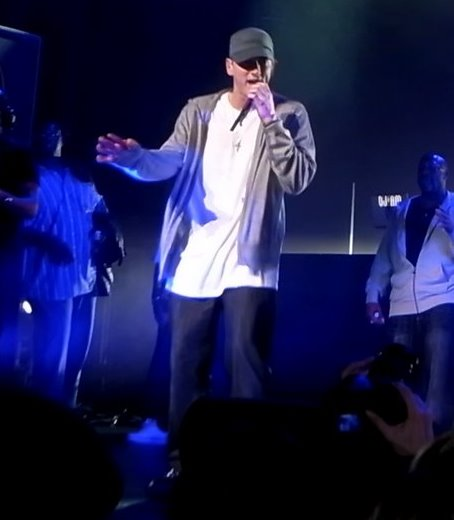
Выступление Эминема в составе D12, май 2009 года

После полутора лет затишья Эминем официально появился на своей радиостанции Shade 45 в сентябре 2008 года, сказав, что сейчас он готовит новый материал и делает новые треки. Лейбл Эминема, Interscope, подтвердил, что Маршалл пишет песни, и анонсировал новый альбом, который выйдет весной следующего года. В декабре Эминем рассказал более подробную информацию о грядущем альбоме, названном Relapse: «Мы с Dr. Dre вернулись в студию, как в старые добрые времена. Большинство треков Relapse будет продюсировать Дре. Мы снова взялись за старое… Давайте на этом и остановимся».
Согласно пресс-релизу от 5 марта 2009 года, до конца года Эминем выпустит два альбома. Relapse, анонсированный ранее, вышел 15 мая. Один из главных синглов альбома, «We Made You», был выпущен 7 апреля. Relapse имел коммерческий успех, но продавался не так хорошо, как предыдущие альбомы Эминема. Он разошёлся тиражом в пять миллионов экземпляров. Альбом получил смешанные отзывы от музыкальных критиков. Во время церемонии вручения премии MTV Movie & TV Awards, Саша Барон Коэн в костюме ангела прыгнул на публику и приземлился ягодицами на Эминема. Через три дня Эминем заявил, что трюк был отрепетирован. 30 октября Маршалл выступил в Новом Орлеане — это было первое полное выступление Эминема в этом году. На том концерте прозвучали несколько песен из Relapse, старые хиты и песни группы D12. 19 ноября Эминем объявил о дате выхода Relapse: Refill — 21 декабря. Это было переиздание Relapse с семью бонус-треками.

### 2010—2011:Recoveryи воссоединение Bad Meets Evil
14 апреля 2010 года Эминем написал в Твиттере, что Relapse 2 не будет. Многие думали, что Маршалл просто не выпустит альбом, а оказалось, что Эминем изменил название альбома на Recovery.

Первоначально я хотел, чтобы Relapse 2 вышел в следующем году. Но по мере того, как я продолжал записывать этот альбом и работать с новыми продюсерами, идея продолжения Relapse казалась мне всё менее и менее осмысленной, и я решил записать полностью новый альбом. Музыка на Recovery получилась совершенно непохожей на Relapse, и я решил, что она заслуживает своего собственного названия.— Эминем
Седьмой альбом Эминема Recovery вышел 18 июня. За первую неделю в США было продано около 741 тыс. копий, тем самым став шестым альбомом Маршалла подряд, возглавившим Billboard 200. Recovery также возглавил чарты в нескольких других странах. Альбом оставался на вершине чарта Billboard 200 в течение пяти недель подряд.
Рецензент из Billboard заявил, что Recovery стал бестселлером 2010 года, сделав Эминема первым артистом в истории с двумя альбомами-бестселлерами на конец года. Альбом также стал самым продаваемым цифровым альбомом в истории. Главный сингл альбома, «Not Afraid», вышел 29 апреля и дебютировал на вершине чарта Billboard Hot 100. Видеоклип на песню вышел 4 июня. Затем выходит сингл «Love the Way You Lie», записанный вместе с певицей Рианной. Прежде чем подняться на вершину чарта Billboard Hot 100, сингл дебютировал на втором месте. Несмотря на то, что «Love The Way You Lie» был самым продаваемым синглом 2010 года в Великобритании, он не смог достигнуть первого места. Recovery получил положительные отзывы от большинства музыкальных критиков. По состоянию на ноябрь 2010 года, объём продаж в США составил три миллиона экземпляров.
Эминем появился на BET Awards в 2010 году, исполнив песню «Not Afraid». В том же году Эминем и Рианна исполнили совместный сингл «Love the Way You Lie» на конференции Activision Electronic Entertainment Expo. В июне Эминем и Jay-Z объявили о совместных концертах в Нью-Йорке и Детройте. BET назвал Эминема лучшим рэпером XXI века. 12 сентября он стал главным открытием церемонии MTV Video Music Awards 2010 года, исполнив «Not Afraid» и «Love The Way You Lie» вместе с Рианной. Благодаря успеху Recovery и совместным концертам с Jay-Z, MTV и онлайн-журнал Hip-HopDX назвали Маршалла лучшим рэпером года. Эминем появился на 53-й церемонии вручения премии «Грэмми», исполнив вторую часть песни «Love The Way You Lie» вместе с Рианной и Адамом Левином и «I Need a Doctor» вместе с Dr. Dre и Скайлар Грей. В феврале 2011 года стало известно, что песня «Space Bound» станет четвёртым и последним синглом Recovery, а в видеоклипе к этой песне будет сниматься бывшая порноактриса Саша Грей. Видео вышло 24 июня.
В 1997 году тогда ещё начинающий рэпер Эминем познакомился с рэпером из Детройта Royce da 5'9. Вместе они образовали дуэт Bad Meets Evil. Но просуществовал он всего три года из-за ссоры рэперов. За эти три года они записали всего две песни — «Scary Movies» и «Nuttin' to Do», а также песню «Bad Meets Evil», появившаяся в альбоме The Slim Shady LP. И только в 2010 году Эминем снова начал сотрудничать с Ройсом, записав совместный мини-альбом Hell: The Sequel. Мини-альбом вышел 14 июня 2011 года. В марте 2011 года альбомы The Marshall Mathers LP и The Eminem Show получили «бриллиантовый» статус RIAA, тем самым сделав Эминема единственным рэпером с двумя «бриллиантовыми» альбомами. Эминем также стал самым популярным человеком в Facebook — его аккаунт имеет более 60 миллионов лайков, обойдя по этому показателю Леди Гагу, Майкла Джексона, Джастина Бибера и Рианну. Маршалл также стал первым за пять лет артистом с двумя альбомами (Recovery и Hell: The Sequel) номер один за год. В начале 2011 года Эминем представил Shady Records 2.0 — Маршалл подписал на свой лейбл рэпера Yelawolf и группу Slaughterhouse, в состав которой входит Royce da 5’9, член дуэта Bad Meets Evil. 6 августа Эминем впервые исполнил несколько песен на фестивале Lollapalooza.
В конце 2010 — начале 2011 годов некий Koolo, имевший доступ к скачиванию редких и неизданных треков Эминема, начал массово сливать данные композиции. В результате этого было слито около 15 песен. Среди них треки с неизданного Relapse 2, а также композиции, записанные совместно с исполнителями Jay-Z, Dr. Dre, Just Blaze, Royce da 5'9" и Лиз Родригес. Итогом утечки стало сливание в сеть «нового» EP Straight from the Vault. Данный ЕР объединил в себе 9 совершенно разнородных композиций, записанных в разные периоды жизни Эминема (самые ранние относятся к 2005 году, часть треков предназначалась для так и не вышедшего альбома King Mathers, самая поздняя датируется 2010 годом, и записана совместно с D12). Это уже второй бутлег Эминема — первый альбом со «слитыми» неофициальными треками вышел 8 ноября 2003 года и назывался Straight from the Lab.

### 2012—2013:The Marshall Mathers LP 2
24 мая 2012 года Эминем объявил, что работает над своим следующим студийным альбомом. Релиз назначен на 2013 год. Даже без названия альбом вошёл в списки самых ожидаемых пластинок 2013 года, включая журналы MTV, Complex, в которых он был размещён на 6 позиции; а журнал XXL разместил альбом на 5-й.

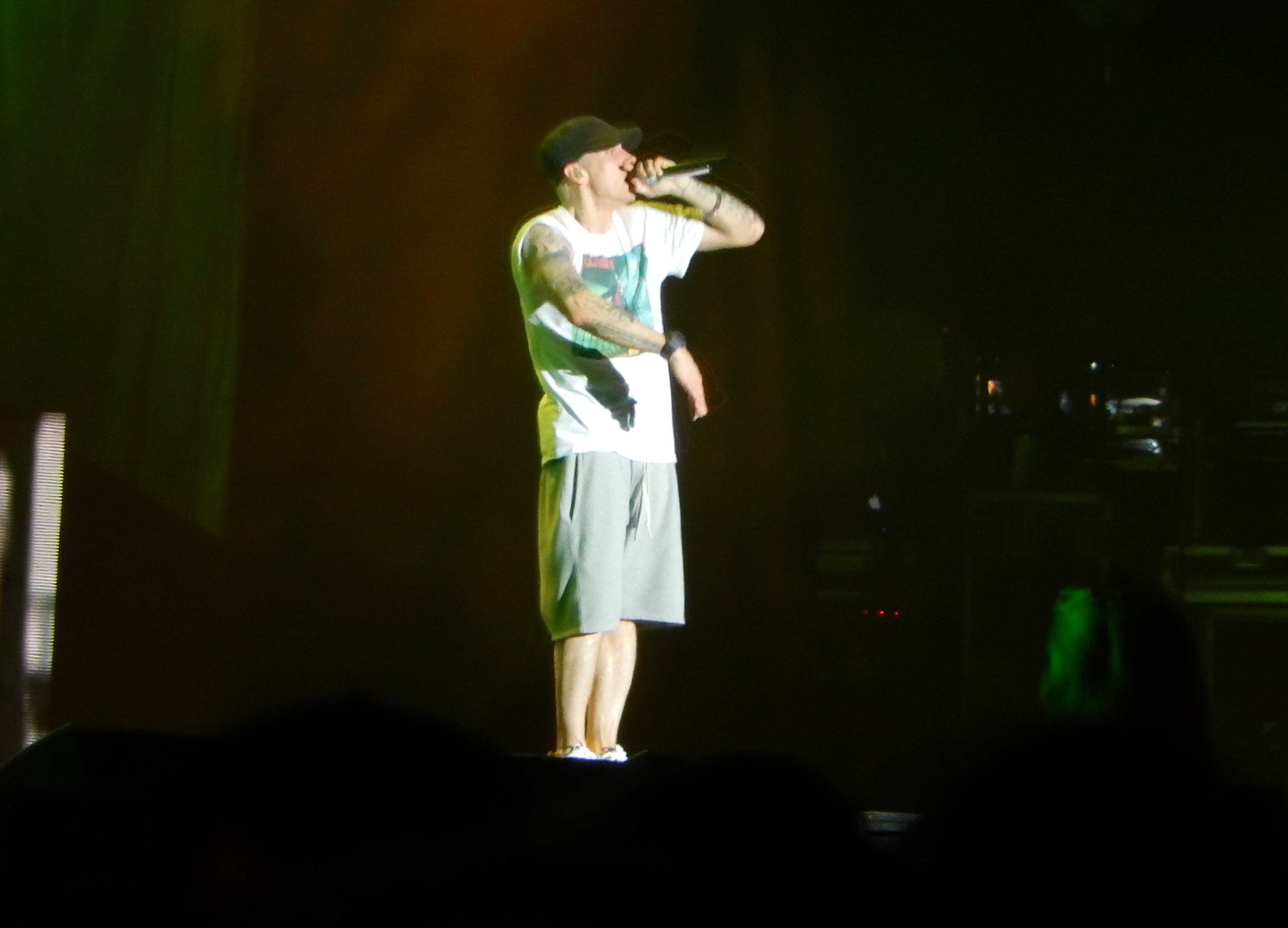
Эминем на фестивале Lollapalooza в Чикаго, 2014 год

14 августа 2013 года песня под названием «Survival», исполненная совместно с Лиз Родригес и написанная DJ Khalil, была презентована в мультиплеерном трейлере видеоигры Call of Duty: Ghosts. Последующий пресс-релиз гласил, что первый сингл из восьмого альбома будет выпущен очень скоро. Во время церемонии MTV VMA 2013 было раскрыто, что новый альбом Эминема будет называться The Marshall Mathers LP 2, а его релиз намечен на 5 ноября 2013 года. Главным синглом альбома стал «Berzerk», выпущенный 25 августа и дебютировавший на третьей строчке чарта Billboard Hot 100. Затем последовали ещё три сингла: «Survival», «Rap God» и «The Monster», записанный с Рианной, а также «Headlights», записанный с Нейтом Рюссом.
The Marshall Mathers LP 2 вышел 5 ноября 2013 года. В основной версии альбома 16 треков, в «Deluxe»-версии — 21. The Marshall Mathers LP 2 стал седьмым альбомом Маршалла, дебютировавшим в чарте Billboard 200. Эминем также повторил достижение группы The Beatles: в первых двадцати местах Billboard Hot 100 было четыре песни Маршалла. В Великобритании альбом также дебютировал на первой строчке. The Marshall Mathers LP 2 стал самым продаваемым альбомом 2013 года и сделал Эминема самым продаваемым исполнителем Канады.
3 ноября Эминем получил премию YouTube Music Awards в номинации «Артист года», а неделю спустя — MTV EMA Music Awards в номинации Global Icon Award. 10 июня Эминем стал первым артистом с двумя «бриллиантовыми» синглами, продажи которых перевалили за 10 миллионов копий — «Not Afraid» и «Love the Way You Lie». 11 и 12 июля Эминем исполнил два концерта на стадионе «Уэмбли». На 57-й церемонии вручения премии «Грэмми» Эминем получил две премии Грэмми — за «Лучший рэп-альбом» и за «Лучшее рэп-/песенное совместное исполнение» вместе с Рианной.

### 2014—2016:ShadyXVиSouthpaw

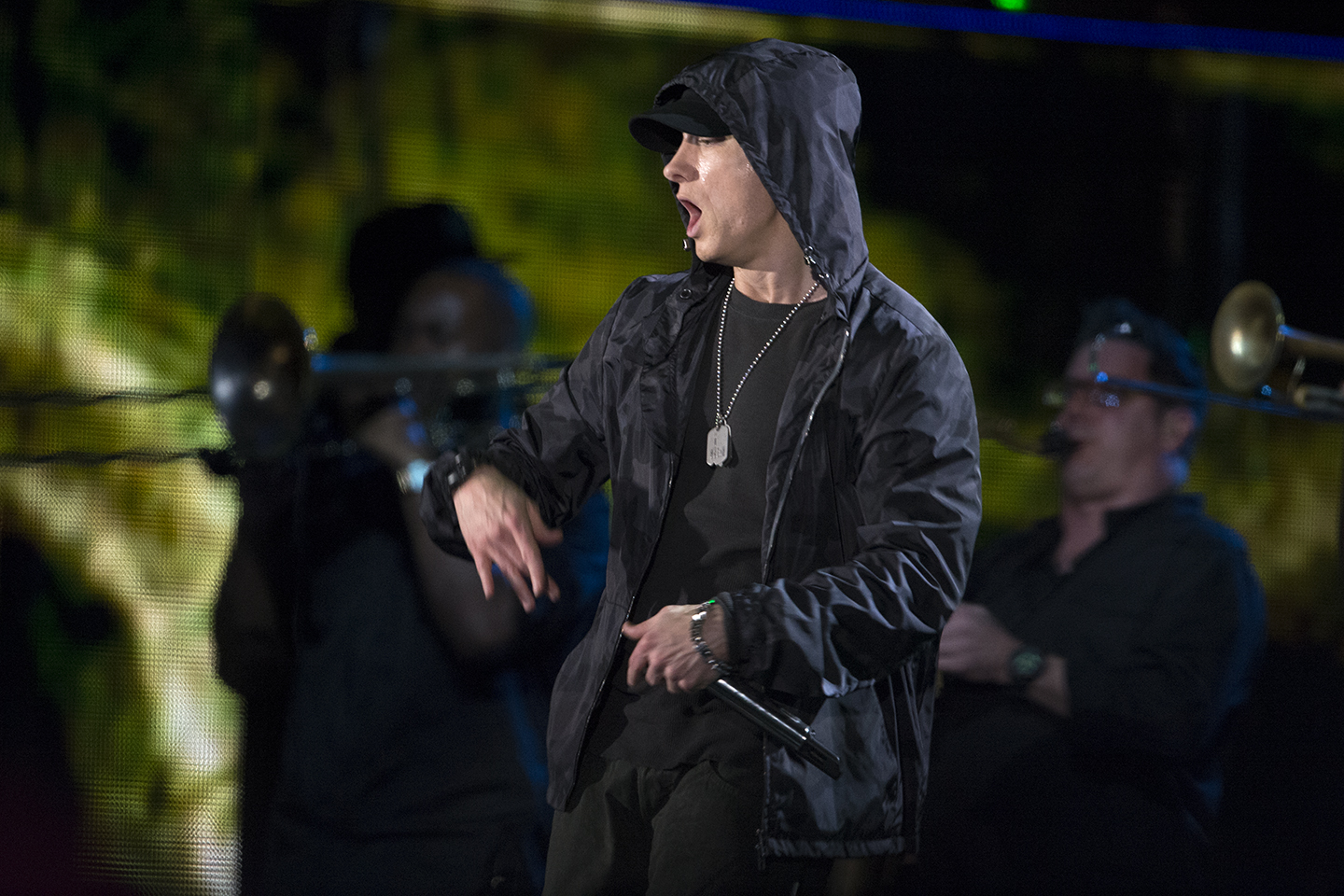
Выступление Эминема в Вашингтоне, 2014 год

Летом 2014 года Эминем и менеджер лейбла Shady Records Пол Розенберг начали использовать хештег #SHADYXV в социальных сетях. Как оказалось, это было название предстоящего сборника лейбла Эминема. После анонса компиляции, вышел первый сингл альбома, «Guts Over Fear», записанный с участием австралийской певицы Сии. На официальном YouTube-канале Эминема вышел сайфер для продвижения альбома, в котором каждый из рэперов лейбла Эминема зачитал свой рэп. На нём Эминем прочёл семиминутный фристайл. 11 ноября выходит второй сингл альбома с говорящим названием «Detroit vs. Everybody», записанный с другими рэперами из Детройта — Dej Loaf, Royce da 5’9, Big Sean, Trick-Trick и Danny Brown. Альбом-компиляция ShadyXV выходит 24 ноября, во время Чёрной пятницы. ShadyXV состоит из двух дисков: в первый диск входят новые треки от лейбла Shady Records, а во втором уже величайшие хиты лейбла. Альбом дебютировал на третьем месте в чарте Billboard 200 с продажами в 138 тысяч копий за первую неделю в США.
12 марта 2015 года Эминем выпускает на виниле бокс-сет, который охватывает практически всю карьеру Маршалла. В набор вошли все альбомы Эминема (кроме Infinite), саундтрек к фильму «8 миля», первая альбом-компиляция лейбла Shady Records Eminem Presents: The Re-Up и сборник хитов Эминема Curtain Call: The Hits. В начале 2015 года было объявлено, что Эминем и Tech N9ne записывают совместный трек «Speedom (Worldwide Choppers 2)». Эминем также появился в песне «Best Friend» рэпера Yelawolf из его альбома Love Story.
В 2015 году Эминем стал исполнительным продюсером саундтрека к спортивной драме «Левша», записав для фильма две песни. Первым синглом саундтрека стал «Phenomenal», вышедший 2 июня. Ещё один сингл, «Kings Never Die», записанный вместе с Гвен Стефани, вышел 10 июля на YouTube. Эминем также дал интервью Зейну Лоу из онлайн-радио Beats 1. Интервью транслировалось 1 июля 2015 года.
Эминем также появился на шоу Only in Monroe, сделанном в Монро (штат Мичиган). Его опрашивал Стивен Кольбер. Выпуск вышел 1 июля 2015 года. В нём Эминем пел отрывки песен Боба Сигера и обсуждал фильм «Левша». В июне 2015 года было объявлено, что Маршалл будет исполнительным продюсером и музыкальным руководителем музыкального сериала Motor City.
В сентябре 2016 года Эминем и Скайлар Грей записали совместную песню «Kill For You», которая появилась в её альбоме Natural Causes. Для этого альбома Эминем также спродюсировал песню «Come Up For You». 19 октября Маршалл выпустил семиминутный политический фристайл «Campaign Speech», также написав в Твиттере, что новый альбом уже пишется. 17 ноября 2016 года Эминем выпустил изменённую версию первой песни своего дебютного альбома Infinite на своём YouTube-канале. Через пять дней выходит трейлер короткометражного документального фильма под названием «Partners in Rhyme: The True Story of Infinite».

### 2017—2019:RevivalиKamikaze
В феврале 2017 года Эминем появился в треке «No Favors» из альбома рэпера Биг Шона I Decided. В этой песне Эминем называет новоизбранного Президента США Дональда Трампа «сукой» и говорит о том, что изнасилует Энн Коултер, которая является сторонницей Трампа. Коултер ответила: «Жаль, что Эминем нормализовал насилие в отношении женщин» и назвала его «идиотом». На BET Hip-Hop Awards 2017 года Эминем исполнил фристайл «The Storm», в котором снова раскритиковал Трампа, назвав «94-летним дедом-расистом». Эминем также заявил, что сторонники Трампа не могут быть его поклонниками. Фристайл был положительно оценён другими рэперами. В октябре Эминем и певица Pink записали совместный трек «Revenge» для её альбома Beautiful Trauma.

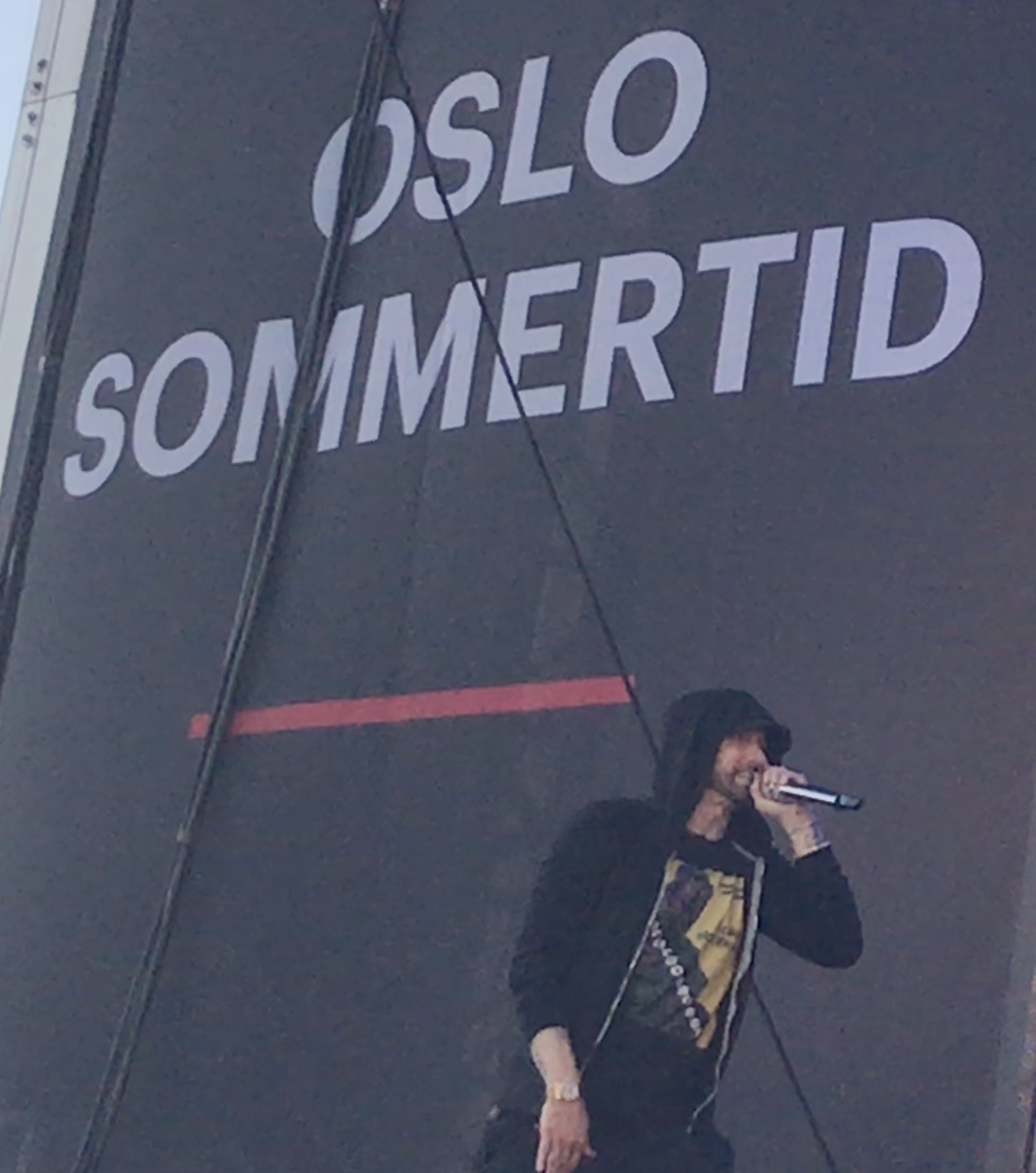
Выступление Эминема в Осло (Норвегия), 2018 год

Начиная с конца октября, Эминем и Пол Розенберг начали дразнить всех своим поддельным лекарством Revival, которое лечит от вымышленного заболевания «Atrox Rithimus». Позже было объявлено, что это «лекарство» — новый альбом. В ноябре Эминем выпускает сингл «Walk on Water», записанный вместе с Бейонсе. Через несколько дней песня была исполнена на MTV Europe Music Awards 2017 года вместе со Скайлар Грей. Ещё через несколько дней Эминем появился на Saturday Night Live, исполнив всё тот же «Walk on Water», «Stan» и «Love the Way You Lie» со всё той же Скайлар Грей. 28 ноября Dr. Dre объявил о дате выхода Revival — 15 декабря. 8 декабря Маршалл выпустил промосингл «Untouchable», в котором был взят семпл дуэта Cheech & Chong. Несмотря на онлайн-утечку альбома за два дня до официального выхода, Revival был выпущен 15 декабря. 5 января 2018 года Эминем и Эд Ширан выпускают второй сингл альбома, «River». Revival стал восьмым альбомом Эминема, который возглавил чарт Billboard 200 с 197 тыс. копий за первую неделю. Несмотря на неплохие продажи, альбом получил крайне полярные оценки от музыкальных критиков и слушателей.
В 2018 году Эминем выпустил более длинную версию песни «Nowhere Fast» и ремикс «Chloraseptic». 31 августа 2018 года Эминем выпускает свой юбилейный альбом Kamikaze, вышедший без какой-либо рекламной кампании. Альбом был записан за 7 месяцев. Kamikaze возглавил чарт Billboard 200 с продажами в 434 тыс. экземпляров за первую неделю, став девятым альбомом Маршалла подряд, возглавившим чарт. 1 декабря Эминем опубликовал на своём YouTube-канале 11-минутный фристайл «Kick Off», в котором упоминает теракт в Манчестере 2017 года и диссит Ариану Гранде. 25 января 2019 года Эминем и начинающий рэпер Boogie записали трек «Rainy Days» для альбома Everythings For Sale. 23 февраля того же года Эминем переиздал альбом The Slim Shady LP в честь его двадцатилетия. В расширенную версию альбома вошли редкие записи, акапельные и инструментальные версии треков «Guilty Conscience», «Just Don’t Give a Fuck», «My Name Is», а также песня «Bad Guys Always Die» из саундтрека к фильму «Дикий, дикий Запад». К двадцатилетию The Slim Shady LP Эминем также выпустил коллекцию одежды с символикой альбома. 3 мая Маршалл и Logic выпускают совместный сингл «Homicide». 12 июля Маршалл вместе с 50 Cent и Эдом Шираном выпускают трёхминутный совместный трек «Remember The Name». Через неделю вышел сингл начинающего рэпера Conway the Machine «Bang», записанный при участии Эминема.
25 июня 2019 года The New York Times Magazine назвал Эминема среди сотен исполнителей, чей материал, как сообщается, был уничтожен во время пожара в Universal Studios Hollywood 2008 года. В октябре того же года Секретная служба США вызвала Эминема на допрос из-за критики в адрес Дональда Трампа, а также его дочери Иванки.

### 2020—2022:Music to Be Murdered By,Super Bowl LVI иCurtain Call 2
17 января 2020 года Эминем выпустил одиннадцатый студийный альбом Music to Be Murdered By, который также, как и Kamikaze, вышел без какого-либо анонса. В записи альбома принимали участие Black Thought, Q-Tip, Juice WRLD, Эд Ширан, Young M.A, Скайлар Грей, Don Toliver, Андерсон Пак и Royce da 5’9". В этот же день Маршалл выпустил клип на песню «Darkness» из этого альбома. На обложке альбома Эминем стоит с пистолетом у одного виска и с топором у другого. В Twitter рэпер пояснил, что на её создание его вдохновила известная фотография режиссёра Альфреда Хичкока. На следующий день после выхода альбома, Маршалл подвергся критике со стороны поклонников певицы Арианы Гранде за упоминание теракта, случившегося на её концерте в Манчестере в 2017 году.
Несмотря на это, альбом получил положительные отзывы от критиков и в десятый раз подряд дебютировал на первой строчке Billboard 200.
Таким образом, Эминем стал первым исполнителем в истории чарта, которому удалось последовательно десять раз подряд дебютировать в Billboard 200.
В ночь с 9 на 10 февраля Маршалл выступил на 92-й церемонии вручения премии Оскар с песней «Lose Yourself». Его выступление оказалось неожиданным, потому что в списке гостей его не было.
11 марта Music To Be Murdered By получил статус «золотого RIAA». 10 июля Маршалл выпустил совместный трек с рэпером Кид Кади «The Adventures of Moon Man & Slim Shady», в котором оба исполнителя затронули тему коронавируса и протестов в США.
18 декабря была выпущена делюкс версия Music to Be Murdered By — Side B.
В тот же день вышел видеоклип на песню «Gnat». Спустя неделю после выхода делюкс версии, Эминем установил очередной рекорд чарта Billboard 200, обогнав рекорд Боба Дилана 1970 года по скачку альбома в чарте, поднявшись с 199 на 3 место. 23 января вышел видеоклип на песню «Higher». 5 марта вышло lyric-видео песни «Tone Deaf». 4 мая вышло lyric-видео песни «Alfred’s Theme». 27 мая Эминем выпустил ремикс песни «Killer» совместно с Джеком Харлоу и Cordae. 30 сентября рэпер выпустил песню к фильму «Веном 2» совместно со Скайлар Грей, Mozzy и Polo G. В этот же день Эминем объявил, что выступит на шоу Super Bowl LVI вместе с Dr. Dre, Кендриком Ламаром, Мэри Джей Блайджи и Snoop Dogg. 30 октября Маршалл выступил вместе с LL Cool J на церемонии Зала славы рок-н-ролла
1 февраля 2022 года Эминем оказался среди номинантов на включение в Зал славы рок-н-ролла. 13 февраля в Калифорнии состоялось мероприятие Super Bowl LVI, в котором в моменте перерыва выступил Эминем вместе с другими участниками, исполнив песню «Lose Yourself». Во время выступления, Эминем встал на колено, тем самым показав жест американского футболиста Колина Каперника, который во время исполнения гимна США в 2016 году в знак протеста против расового неравенства и полицейской жестокости встал на колено перед матчем. Жест Эминема вызвал бурную реакцию в Интернете, став одной из самых обсуждаемых новостей мероприятия. 5 мая официально стало известно, что Эминем войдёт в Зал славы рок-н-ролла. 26 мая, в честь юбилея пластинки The Eminem Show, Маршалл выпустил расширенную версию альбома, в которую вошли записи живых выступлений, инструментальные версии треков, а также некоторые неизданные песни. Песня «Jimmy, Brian and Mike», вошедшая в расширенную версию, является дуэтом Эминема с самим собой разных возрастов, из 2002 и 2022 годов. 16 июня Эминем выпустил песню «The King And I» совместно с рэпером Си Ло Грин, которая является частью саундтрека к фильму «Элвис». В песне используется семпл одного из самых популярных треков Элвиса Пресли — «Jailhouse Rock». 24 июня Эминем и Snoop Dogg выпустили песню под названием «From the D to the LBC», чтобы прекратить свою ссору, которая началась с интервью Snoop Dogg вместе с Breakfast Club и последующего дисса Эминема в песне Zeus из альбома Music to be Murdered By — Side B. Эминем ранее подтвердил на Killer (Remix), что Dr. Dre вмешался в их конфликт, чтобы разрешить его. Snoop Dogg предложил Эминему записать совместную песню, чтобы прекратить их конфликт раз и навсегда. Последний раз Маршалл и Snoop Dogg сотрудничали вместе над треком Bitch Please II из второго альбома Эминема The Marshall Mathers LP. Музыкальное видео на песню также было выпущено в тот же день после того, как двое представили его на фестивале Apefest в Калифорнии.
11 июля 2022 года Эминем анонсировал свой второй альбом величайших хитов под названием Curtain Call 2, который является продолжением его первого сборника Curtain Call: The Hits. 4 августа вышел трек «Is This Love» совместно с 50 Cent и Dr. Dre в качестве продюсера. Альбом вышел 5 августа, в который вошли многие песни с альбомов от Relapse до Music to be Murdered By (включая переиздание Side B), а также совместные работы и песни из саундтреков к фильмам. Помимо этого, были включены новые песни «The King and I», «Is This Love» и «From the D to the LBC», специально записанную для альбома.
В ноябре 2022 года Эминем был введён в Зал славы рок-н-ролла.

### 2024:The Death of Slim Shady (Coup de Grâce)
Эминем принял участие в песне Lyrical Lemonade «Doomsday Pt. 2», которая была выпущена 26 января 2024 года, а музыкальное видео на неё появилось на YouTube 13 марта. Песня содержит диссы в адрес Бензино, который долгое время враждует с Эминемом, с такими строками, как «У меня загадка, одно условие — не смейся. Что является противоположностью Бензино? Жираф». Эти диссы являются ответом на трек Бензино «Rap Elvis».
19 марта 2024 года Dr. Dre в шоу Jimmy Kimmel Live! заявил, что Эминем намерен выпустить новый альбом в 2024 году. 25 апреля, незадолго до церемонии Драфт НФЛ 2024, Эминем анонсировал новый альбом The Death of Slim Shady (Coup de Grâce), который выйдет этим летом. В трейлере к альбому, в котором 50 Cent снялся в эпизодической роли, кратко рассказывается об «убийстве» альтер эго Slim Shady в формате настоящего преступления. 31 мая 2024 года вышел первый сингл альбома и клип «Houdini». 2 июля 2024 года вышел второй сингл альбома «Tobey». 8 июля 2024 года вышел клип на песню «Tobey». Альбом вышел 12 июля 2024 года.
28 мая 2024 года рэпер опубликовал в Instagram совместное видео с иллюзионистом Дэвидом Блейном. В ролике показан видеозвонок между Эминемом и Блейном, в котором первый просит о помощи в создании магического трюка, на который последний отвечает бокалом вина. В конце звонка показывается промо песни «Houdini». В конце клипа раскрывается название песни и дата релиза. Песня была выпущена 31 мая 2024 года в качестве заглавного сингла. «Houdini» возглавила чарты во многих странах, а также дебютировал на 1-м месте в Billboard Global 200 и на 2-м месте в Billboard Hot 100.
28 июня 2024 года Эминем опубликовал тизер второго сингла с альбома под названием «Tobey» с участием других детройтских рэперов Big Sean и BabyTron. В коротком чёрно-белом клипе рэпер был изображен в маске Джейсона и с бензопилой в руках, стоя рядом с известными артистами, а на заднем плане звучал инструментальный фрагмент. Песня была выпущена 2 июля, а сопровождающий её клип, спродюсированный Коулом Беннеттом, вышел 5 июля. Название трека является отсылкой к актёру Тоби Магуайру, наиболее известному по своей роли в фильмах о Человеке-пауке; рисунок также является отсылкой к культовому мему.

## Другая деятельность

### Shady Records и D12
Поскольку Эминем преуспел в своих многомиллионных продажах, Interscope Records предоставила ему его собственный лейбл звукозаписи. Он и его менеджер Пол Розенберг создали Shady Records в конце 1999 года. Вслед за этим он подписывает собственный детройтский коллектив D12 и рэпера Оби Трайса к лейблу. В 2002 году Эминем и Dr. Dre вместе подписали рэпера 50 Cent на Shady/Aftermath. В 2003 году таким же образом Эминем и Dre заключили контракт с рэпером из Атланты Stat Quo. DJ Green Lantern, прежний диджей Эминема, был подписан к Shady Records до спора, который имел отношение между 50 Cent и Jadakiss, который позже вынудил его выйти из лейбла; он больше не связывался с Эминемом. The Alchemist — теперь официальный диджей туров Эминема. В 2005-ом Эминем заключил контракт с другим атлантским рэпером, Bobby Creekwater, и представил его к лейблу наряду с рэпером Западного побережья Cashis.

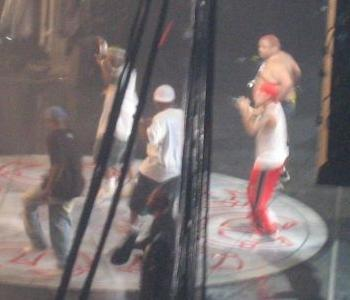
D12 во время концертного тура «Anger Management Tour» в 2005 году. Слева направо сверху вниз: Kuniva, Bizarre, Proof, Kon Artis, Эминем, Swift

5 декабря 2006 года Shady Records выпустил альбом-компиляцию Eminem Presents: The Re-Up. Всё начиналось как обычный микстейп, но Эминем понял, что материал оказался лучше, чем ожидалось, и выпустил это как полный альбом. Его предназначение — это помощь новым артистам лейбла открыть себя для публики (таких артистов, как Stat Quo, Cashis и Bobby Creekwater).
В 2011 году Эминем представил новых исполнителей лейбла Shady Records — рэпера Yelawolf, а также группу Slaughterhouse, которая была в качестве гостей в альбоме Recovery.
Группа Эминема, D12, была основана в 1996 году. В год своего основания, группа записала мини-альбом The Underground EP. Через три года состоялся выход полноценного альбома группы, Devil's Night. Альбом получил в основном смешанные отзывы от музыкальных критиков, но в то же время слушатели оценили его положительно. Выход второго альбома D12, D12 World, состоялся в апреле 2004 года. Также как и предыдущий альбом, D12 World был критиками оценён смешанно, а слушателями — положительно. Оба альбома также дебютировали на первой строчке чарта Billboard 200. Творчество группы D12 было прервано в 2006 году из-за смерти основателя — Proof. Однако позже группа возобновила деятельность, но за весь новый период без Proof’а, группа записала лишь микстейп The Devil’s Night Mixtape, вышедший в октябре 2015 года.

### Актёрская карьера
Хоть Эминем и сыграл эпизодическую роль в фильме 2001 года под названием «Мойка», официальным актёрским дебютом в Голливуде принято считать полубиографическую картину «Восьмая миля», выпущенную в ноябре 2002 года. Маршалл сказал, что этот фильм — не пересказ его жизни, но он даёт представление о его взрослении в Детройте. Рэпер записал несколько новых треков для картины, включая «Lose Yourself», который выиграл премию «Оскар» за лучшую песню к фильму в 2003 году. «Lose Yourself» позже станет первым хип-хоп синглом, наиболее долго удерживающим первую строчку хит-парадов. Однако песня не была исполнена на церемонии из-за отсутствия самого Эминема на ней. Музыкант Луиз Ресто, который тоже работал над треком, принял награду.
Эминем участвовал в озвучивании нескольких проектов. Например, в видеоигре 50 Cent: Bulletproof он озвучил старого коррумпированного копа, говорящего на чёрном английском. Также Эминем появился в виде куклы в телепередаче канала Comedy Central «Говорящие куклы», а ещё в веб-мультсериале под названием «Шоу Слим Шейди», который позже был показан по телевидению, а затем выпущен на DVD. В 2006 году сообщалось, что Эминем не только сыграет роль наёмного убийцы по имени Паладин в фильме «Найди приключения на свою пушку», но и напишет саундтрек к нему. Маршалл был одним из претендентов на главную роль фильма «Телепорт» после того, как из проекта выбыл Том Старридж. Из-за отсутствия знаменитости в фильме режиссёр Даг Лайман начал рассматривать других актёров. Среди них был и Эминем, однако Лайман предпочёл Хейдена Кристенсена. Также Эминем появился камео в кинокартине 2009 года «Приколисты», в которой был диалог с Адамом Сэндлером.
8 ноября 2009 года было сказано, что Эминем снимется в 3D хоррор антологии Shady Talez, которую спродюсирует Джон Дэвис. Четырёхсерийный комикс, основанный на фильме, должен был быть издан в 2010 году.
Эминем вместе с Кристиной Агилерой появился в финале седьмого сезона сериала «Красавцы», названном «Lose Yourself».
Эминем должен был сыграть боксёра в предстоящем фильме «Левша», но в итоге стал лишь музыкальным продюсером. Петер Шифф спродюсирует фильм, а Антуан Фукуа, как сообщается, главный претендент на режиссёрское кресло. В январе 2011 года пресса сообщила о том, что Эминем сыграет в триллере под названием «Случайные акты насилия».
Эминему была предложена главная роль в одном из самых крупных научно-фантастических блокбастеров 2013 года, фильме «Элизиум — рай не на Земле». Но он отказался, вскоре режиссёр Нил Бломкамп был вынужден отдать роль Мэтту Деймону.

### Мемуары
21 октября 2008 года Эминем выпустил откровенную автобиографию под названием The Way I Am (с англ. — «То, какой я есть»). В ней детально рассказывается о его борьбе с бедностью, наркотиками, славой, разрывом и депрессией. Также имеются рассказы о восхождении к славе и комментарии о прошлых конфликтах. Книга ещё содержит оригинальные листы с текстами таких песен, как «Stan» и «The Real Slim Shady».
Мать Эминема, Дебби Нельсон, также выпустила автобиографию под названием «Мой сын Маршалл, Мой сын Эминем», в которой рассказывается о её взрослой жизни, встрече с Маршаллом Брюсом Мэтерсом-младшим (отцом Эминема) и о восхождении Эминема к славе, и его борьбе с ней.

### Реклама
Эминем снялся в двух рекламных роликах, показанных во время Супербоула по американскому футболу в 2011 году. Первый — минутное видео, рекламирующее холодный чай Бриск марки Липтон. В нём Эминем озвучил свою пластилиновую фигурку. Второй — двухминутный ролик, самый длинный в истории Супербоула, снятый для рекламы автомобиля Chrysler 200, в котором Маршалл едет за рулём по Детройту, а под конец выходит на сцену кинотеатра Fox на фоне играющей песни «Lose Yourself». В 2013 году Эминем озвучил «белый динамик» в рекламе беспроводных динамиков бренда Beats by Dr. Dre. Для этой же продукции вышла реклама мониторных наушников Beats Studio с участием рэпера в виде трейлера видеоклипа Эминема «Berzerk».

### Благотворительность
Эминем основал собственный благотворительный фонд The Marshall Mathers Foundation, который оказывает помощь детям из неблагополучных семей штата Мичиган. Организация тесно сотрудничает с фондом Нормана Ятума, высококвалифицированным юристом Детройта.
Во время пандемии COVID-19 в 2020 году Эминем присылал врачам и медицинским работникам в Детройте «Мамины спагетти». Кроме того, Маршалл также пожертвовал им кроссовки «Air Jordan 4 Retro Eminem Carhartt».

## Артистизм

### Влияние и техника рэпа
Эминем назвал нескольких MC, которые повлияли на его стиль рэпа. Прежде всего, это его наставник, Dr. Dre, чьи плотные, объёмные, вызывающие страх и паранойю, лупы возродились в творчестве Эминема. Также на него повлияли такие исполнители и группы, как Esham, Kool G Rap, Masta Ace, Big Daddy Kane, Newcleus, Eazy-E, Ice-T, Mantronix, Melle Mel (особенно песня «The Message»), LL Cool J, Beastie Boys, Run-D.M.C., Раким и Boogie Down Productions. Кроме того, в треке «’Till I Collapse» Эминем называет своих любимых рэперов: Redman, Jay-Z, Тупак, The Notorious B.I.G., André 3000, Jadakiss, Kurupt и Нас. В 2020 году Маршалл обновил свой список любимых рэперов и добавил Кендрика Ламара, Лила Уэйна, J. Cole, Джойнера Лукаса и других.
В треке «Rap God» из альбома The Marshall Mathers LP 2 Эминем утверждает, что он — «продукт» следующих исполнителей: Rakim, Lakim Shabazz, 2Pac, N.W.A (Ice Cube, Dr. Dre, DJ Yella, MC Ren, Eazy-E) и говорит им спасибо.
В книге How to Rap (с англ. — «Как читать рэп») Guerilla Black отмечает, что Эминем изучал других MC, чтобы создать собственную рэп-технику: «Эминем слушал всё, и это сделало его одним из величайших». В той же книге многие МС хвалят Эминема за различные аспекты его техники; эти аспекты включают в себя разнообразные и юмористические темы, поднимаемые в песнях, сближение с аудиторией, общая концепция и связь всех альбомов, сложное рифмо-построение, способность изменять слова так, чтобы они рифмовались, использование многосложных рифм, наличие множества рифм в одной строчке, сложные ритмы, внятное произношение, использование мелодии и синкопирование.
Из книги The Way I Am известно, что Эминем пишет все свои песни на бумаге; вдобавок, он неоднократно заявлял об этом в интервью. Будучи «трудоголиком», Эминем тратит несколько дней или неделю, чтобы обработать получившийся текст, а также «дублирует» и «пародирует» вокалы. Музыка Эминема включает в себя такие поджанры хип-хопа, как хорроркор, комедийный хип-хоп и хардкор хип-хоп. Вместе с этим, Маршалл в свою музыку часто добавляет рок и цитирует различных артистов 1970-х и 1980-х годов, таких как Джимми Хендрикс и Led Zeppelin.
В августе 2018 года Эминем записал куплет для трека «Majesty» певицы Ники Минаж, в котором побил свой же рекорд по скорости читки. Куплет в «Majesty» насчитывает 123 слога и длится около 12 секунд, то есть скорость читки составляет 10,3 слога в секунду. Предыдущим рекордом исполнителя был отрывок из трека «Rap God», где рэпер произнёс 157 слогов за 16,3 секунды — скорость составила 9,6 слога в секунду. При этом «Rap God» до сих пор занесён в Книгу рекордов Гиннесса за самое большое количество слов в хит-сингле — их там 1560. А в 2020 году Эминем снова побил свой же рекорд — в треке «Godzilla» Маршалл за 30 секунд произнёс больше 200 слов.

### Альтер эго
Эминем использует несколько альтер эго в своих песнях, читая при этом разными стилями рэпа и на разные темы. Самое знаменитое и популярное альтер эго, Slim Shady (Слим Шейди), появившееся на Slim Shady EP. Под этой личностью Эминем пишет жестокие и мрачные песни с юмористическим оттенком. Хотя Slim Shady существует до сих пор, Эминем не стал включать треки с ним в Recovery, так как это не соответствовало концепции альбома.
Ещё одним образом Эминема является Ken Kaniff (Кен Канифф). Изначально Кена сыграл детройтский рэпер Аристотель, на тот момент друг Эминема, в альбоме The Slim Shady LP в ските «Ken Kaniff». Но после ссоры с Аристотелем Эминем забрал персонажа и сыграл его сам во всех альбомах, кроме Encore, Recovery, Revival, Kamikaze и Music to Be Murdered By. В этом альтер эго Кен — гей, который высмеивает песни Эминема. Аристотель, оригинальный создатель персонажа, будучи обиженным на Эминема, записал микстейп под названием The Ken Kaniff Show — своеобразная пародия на альбом The Eminem Show: на нём Аристотель в образе Каниффа диссит Эминема.

### Сотрудничество и композиторство
Кроме совместных работ с разными рэперами лейблов Aftermath Entertainment и Shady Records, такими как Dr. Dre, 50 Cent, D12 и Оби Трайс, Эминем сотрудничал со многими другими артистами, включая Redman, Кид Рок, DMX, Лил Уэйн, Мисси Эллиот, Jay-Z, Дрейк, Ники Минаж, Xzibit и других. 27 июня 2006 года Эминем зачитал куплет на выступлении Басты Раймса с ремиксом трека «Touch It» на церемонии BET Music Awards 2006. Также он записал совместный сингл «Smack That» с Эйконом, который вышел в альбоме последнего, Konvicted. Маршалл участвовал в записи хита Лил Уэйна «Drop the World», а также сингле 50 Cent’а под названием «My Life» из его пятого студийного альбома Street King Immortal.
Эминем также активно работает композитором. Помимо продюсирования альбомов D12, Devil’s Night и D12 World, он также выступил исполнительным продюсером двух альбомов Оби Трайса (Cheers и Second Round’s on Me) и двух 50 Cent’а (Get Rich or Die Tryin' и The Massacre). Кроме того, Эминем спродюсировал песни других известных рэп-исполнителей, таких, как «Welcome To D-Block» Jadakiss’а, «Renegade» и «Moment of Clarity» Jay-Z, «On Fire», «Warrior Part 2» и «Hands Up» Ллойда Бэнкса, «Drama Setter» Tony Yayo, «Welcome 2 Detroit» Trick-Trick’а, и «My Name» и «Don’t Approach Me» Xzibit’а. Почти весь альбом The Eminem Show был написан Эминемом, в сотрудничестве с его давним коллегой Джеффом Бассом. Также он написал музыку для Encore вместе с Dr. Dre. В 2004 году Эминем стал исполнительным продюсером посмертного альбома Тупака Loyal to the Game, вместе с его матерью Афени Шакур. Он написал музыку для сингла «Ghetto Gospel», записанного совместно с английским певцом Элтоном Джоном, который достиг первой строчки британского чарта. Также Маршалл спродюсировал песню Наса «The Cross» для альбома God’s Son. 15 августа 2006 года Оби Трайс выпустил альбом Second Round’s on Me, восемь треков из которого спродюсировал Эминем. Он также поучаствовал в песне «There They Go». Ещё Маршалл написал музыку к нескольким трекам альбома Trick-Trick’а The Villain. В нём он поучаствовал в композиции «Who Want It».
Что касается сочинения своих собственных записей, то Эминем имеет необычный стиль написания битов. Обычно он начинает с идеи того, как песня должна быть структурирована под его стихи, и только затем пишет к ней музыку. Заметным исключением из этого является композиция «Stan», которая пришла от идеи и скретч-трека, спродюсированного Mark the 45 King.

### Сравнения с другими артистами
Так как Эминем является белым исполнителем в преимущественно чёрном жанре, его часто сравнивают с Элвисом Пресли, а в плане текстов — с Бобом Диланом. Сам Маршалл же не очень любит, когда его с кем-то сравнивают.
Как только Ашер Рот добился популярности, будучи белым исполнителем в преимущественно чёрном музыкальном жанре, его тут же начали сравнивать с Эминемом, настолько, что Рот посвятил ему песню «As I Em» в своём альбоме.
Христианского рэпера KJ-52 также сравнивали с Эминемом, причём сам KJ-52 называл его «христианским коллегой». В 2011 году KJ-52 выпустил песню «Dear Slim», раскритикованную поклонниками Эминема из-за неуважения к рэперу. Несмотря на то, что христианский рэпер сказал, что песня была записана из уважения к Маршаллу, канал VH1 поставил этот случай на 26 место в списке «Топ-40 худших моментов в истории хип-хопа».

## Личная жизнь
Эминем был дважды женат на Кимберли Энн Скотт, с которой познакомился ещё в школе, когда ему было 15 лет, а ей 13. Их первая встреча произошла, когда Маршалл стоял на столе без футболки и зачитывал трек LL Cool J «I’m Bad», тем самым пародируя его в видеоклипе. После этого Кимберли сбежала из дома со своей сестрой Доун — они поселились у Маршалла и его матери. Ким и Маршалл начали свои непростые отношения в 1989 году, а поженились в 1999 году. В 2000 году они подали на развод, после того, как Ким была задержана во второй раз за вождение в нетрезвом виде. Пара развелась в 2001 году, однако в 2006 вступила в повторный брак. Их второй развод состоялся в апреле того же года; Эминем и Ким договорились о совместном попечительстве над их дочерью Хэйли Джейд Скотт (родилась 25 декабря 1995 года). В начале 2010 года Эминем твёрдо опроверг все слухи прессы о его воссоединении с Ким.
Также Мэтерс удочерил двух других девочек: Алайну Мэри «Лэйни» Скотт, ребёнка сестры Ким (она упоминалась в песнях «Mockingbird», «Airplanes Part II» и «Going Through Changes»); и Стиви (Уитни, ребёнка Ким Скотт от прежних отношений (упоминалась в «Deja Vu» и «Going Through Changes»). Маршалл также являлся законным опекуном своего младшего брата Нейтана Кейна (упоминался в «Cleanin’ Out My Closet», «My Mom» и «Headlights»).
В 2024 в клипе на песню «Temporary» появились кадры того, как Хейли дарит Эминему джерси его любимой команды по американскому футболу с надписью «Дедушка» и показывает снимок УЗИ.

### Проблемы с законом, иски и скандалы
В 1999 году мать Эминема предъявила ему иск на сумму около 10 миллионов долларов за клевету на неё в его песнях из альбома The Slim Shady LP; в 2001 она получила 1600 долларов в качестве компенсации за моральный ущерб.
3 июня 2000 года Эминем был арестован из-за ссоры с Дугласом Дэйлом в магазине автомагнитол в городе Ройал-Ок, штат Мичиган, в ходе которой артист достал незаряженный пистолет, направленный на землю. На следующий день в городе Уоррен (штат Мичиган), как утверждают, Маршалл увидел свою, на тот момент, жену Ким, целующуюся с охранником Джоном Геррера на стоянке одной забегаловки, и вследствие нападения на него был арестован. Эминем воссоздал этот случай в ските «The Kiss» из его альбома The Eminem Show. Мэтерс был обвинён в незаконном хранении оружия и нападении. Его признали виновным по всем статьям, и по решению суда Эминем получил два года условно за оба инцидента.
7 июля 2000 года Кимберли Скотт, на тот момент жена Эминема, совершила попытку суицида, порезав свои запястья. Она также предъявила ему иск по обвинению в диффамации после того, как рэпер «убил» её в своей песне «Kim».
26 октября 2000 года Эминем должен был дать концерт на арене Скайдом в Торонто, Канада. Однако генеральный прокурор провинции Онтарио Джим Флаэрти заявил, что Канада должна остановить Эминема на границе. «Я лично не хочу, чтобы кто-то приезжал сюда и пропагандировал насилие над женщинами» — сказал он. Флаэрти добавил, что с «отвращением» читал тексты его песен, в частности трека «Kill You». Широкая общественность отрицательно отнеслась к просьбе политика. Другие сетовали на свободу слова. Либерал и член правительства Майкл Брайант заявил, что власть должна возбудить уголовное дело против Эминема за преступление на почве ненависти из-за пропаганды насилия над женщинами, найденной в его песнях. Автор Роберт Эверетт-Грин от редакции The Globe and Mail написал, что «агрессия Эминема — это как его работа». Концерт артиста, запланированный в тот день, всё же состоялся.
28 июня 2001 года Эминем был приговорён к одному году испытательного срока за незаконное владение оружием, которое всплыло в ходе ссоры рэпера с одним из сотрудников Psychopathic Records. Суд назначил штраф в размере 2000 долларов и несколько часов общественных работ.
В 2001 году Д’Анжело Бэйли подал в суд на Эминема и обвинил во вторжении в его частную жизнь путём разглашения необоснованной лживой информации о нём. Поводом для иска стала песня «Brain Damage», в которой рассказывается о трудных школьных буднях Маршалла, а также про избиение в школьном туалете, которое совершил именно Бэйли. Д’Анжело признал, что приставал к Маршаллу в школе, но добавил, что только «преподал ему урок» и всё. В 2003 году обвинение было отклонено.
31 марта 2002 французский джаз-пианист Жак Лусье предъявил иск Эминему и Dr. Dre, от которых требовал 10 миллионов долларов, заявив, что бит трека «Kill You» был украден из его песни. Лусье потребовал, чтобы все продажи альбома The Marshall Mathers LP были остановлены, а все оставшиеся копии — уничтожены. Дата судебного заседания была запланирована на июнь 2004 года, однако стороны урегулировали дело вне суда.
8 декабря 2003 года Секретная служба США увидела угрозы жизни президента Джорджа Буша-младшего от Эминема в песне «We as Americans», которая содержит следующие строчки: «Fuck money, I don’t rap for dead presidents. I’d rather see the president dead.» (рус. К чёрту деньги, я не буду читать рэп ради мёртвых президентов, я бы лучше увидел президента мёртвым.). Этот случай был позже показан в видеоклипе на песню «Mosh» как одна из нескольких новостей на стене неудачных инцидентов карьеры Буша. Впоследствии «We as Americans» появилась на бонус-диске в зацензуренной версии.
В 2005 году тётя и дядя Эминема, Джек и Бетти Шмитт, предъявили ему иск, утверждая, что он обещал им дом стоимостью в 350 тысяч долларов и деньги на его содержание, однако вместо этого он записал его на своё имя, а их пытался выселить.
В 2006 году Эминема обвинили в нападении на Миада Джарбу, жителя города Ройял-Оук штата Мичиган, в туалете детройтского стрип-клуба, но обвинения так и не подтвердились. В 2008 году Джарбу подал в суд на Маршалла за моральный и физический ущерб более чем в 25 тысяч долларов.
В 2007 году издатели Эминема Eight Mile Style и Martin Affiliated вызвали в суд корпорацию Apple и звукозаписывающую компанию Aftermath Entertainment, обвинив их в незаконной продаже 93 композиций музыканта в цифровом формате через iTunes Store. В сентябре 2009 года стороны урегулировали это дело.
В июле 2010 года Апелляционный суд девятого округа США рассмотрел дело[en] F.B.T. Productions против Aftermath Records и вынес решение, что Эминем и его продюсерская компания F.B.T. Productions должны получить авторские вознаграждения в размере 50 процентов в рамках основного лицензионного договора. В марте 2011 года Верховный суд США оставил в силе это решение.
В 2013 году Эминем использовал семпл песни чикагской рэп-группы Hotstylz «Lookin Boy» для своего сингла «Rap God». Группа утверждала, что Маршалл не получил разрешение на использование их песни, а также не предоставил компенсацию. В ноябре этого же года группа выпустила дисс на Эминема «Rap Fraud», в котором Hotstylz пародирует некоторые его треки и называет Маршалла «мошенником». В январе 2015 года новостной сайт TMZ сообщил, что Hotstylz подаёт в суд на Эминема и его лейбл Shady Records за использование их трека в песне «Rap God» без разрешения группы.

### Хобби и предпочтения
Любимыми фильмами Эминема являются «Матрица», «Человек-паук» режиссёра Сэма Рейми, «Торчки», «Страна чудаков», «Лицо со шрамом» и «Superперцы». Из сериалов же ему нравятся «Во все тяжкие», «Мир Дикого Запада» и «Сыны анархии», а также мультсериал «Южный Парк». Эминем также говорил, что в период наркозависимости пересматривал фильмы «Рокки», «Ночи в стиле буги» и «Стрелок». Считает себя баптистом. Кроме рэпа слушает также рок и Мадонну. Маршалл также является скромным человеком; так, например, он оплачивал счета даже после успеха The Slim Shady LP. Не курит и поддерживает здоровый образ жизни: играет в баскетбол, занимается бегом, иногда посещает игры «Детройт Пистонс» и болеет за «Детройт Лайонс». Является левшой.
В начале 2016 года Эминем опубликовал в Instagram свою коллекцию кассет знаменитых рэп-альбомов 1980-х годов. 10 января 2019 года Маршалл также подарил своей поклоннице подписанную кассету с альбомом Kamikaze, как сказала фанатка, в качестве благодарности за то, что она прислала ему кассету дуэта Audio Two, которую он искал.
Эминем является большим поклонником комиксов о супергероях. В частности, до того, как стать рэпером, он хотел стать художником. В 2009 году вышел комикс Marvel, в котором Маршалл принял участие. По сюжету, после концерта на него нападает Каратель, но позже рэпер и супергерой объединяются, чтобы победить Барракуду. В июне 2009 года Эминем появился в образе Карателя на обложке журнала XXL. Это не первый раз, когда он надевал костюм супергероя: в клипе «Without Me» Эминем был одет в костюм Робина, а Dr. Dre — очень отдалённо напоминающий костюм Бэтмена. В 2018 году Маршалл написал песню «Venom» к одноимённому фильму. Его песни также звучат в фильме «Отряд самоубийц» («Without Me»), а также в трейлере к «Шазам!» («My Name Is»).
Носит обувь от Nike и регулярно сотрудничает с этой компанией. В 2008 году вышла ограниченная партия кроссовок от Air Jordan, принадлежащей Nike — Air Jordan II x Eminem — The Way I Am, а в 2015-м — Air Jordan IV x Eminem x Carhartt, также вышедшие в ограниченной серии.

### Смерть Proof’а
11 апреля 2006 года лучший друг Эминема и участник группы D12, Proof, был убит четырьмя выстрелами в голову и грудь охранником Марио Этериджем в клубе CCC Club на шоссе 8 миля в Детройте после того, как Proof застрелил кузена Марио, Кита Бендера младшего.
19 апреля 2006 года в Часовне Товарищества в Детройте состоялись похороны Proof’а, которые посетили Эминем, 50 Cent, D12, Royce da 5’9" и тысячи других.
Эминем написал две песни о смерти Proof’а, названные «Going Through Changes» и «You’re Never Over», которые вошли в альбом Recovery, а также упомянул его в песнях из альбомов Relapse, Recovery, Revival и Kamikaze («Deja Vu», «Beautiful»).

### Наркозависимость и проблемы со здоровьем
Эминем неоднократно заявлял о своей зависимости от рецептурных препаратов, таких как викодин, валиум и золпидем. По рассказам лучшего друга Маршалла, Proof, Эминем впервые употребил эти препараты в 2002 году. Во время съёмок фильма «8 миля» у Эминема была бессонница. Член съёмочной группы дал ему золпидем, после которого Маршалл уснул. После этого Эминем стал всё чаще употреблять наркотики, которые повлияли на него самого. Ближе к концу записи альбома Encore Маршалл, по рассказам окружающих, «просто заходил в студию и валял дурака с полным карманом таблеток». Эминем говорил, что мог принимать от 40 до 60 таблеток валиума (в день), викодина — 30. Вес Маршалла увеличился до 100 кг, и он регулярно ел фаст-фуд. Из-за увеличенного веса Эминема не узнавали на улицах.
В декабре 2007 года Эминем был госпитализирован после передозировки метадоном. Маршалл купил это вещество у дилера, который сказал ему, что метадон «такой же, как викодин». Он продолжал покупать метадон, пока однажды ночью не упал в своей ванной и его не отвезли в больницу. Врачи сказали ему, что он проглотил эквивалент четырёх доз героина и был «примерно в двух часах от смерти». Эминем выписался из больницы после Рождества. После этого Маршалл начал посещать церковь, чтобы избавиться от грехов. Он также стал заниматься спортом, особенно сильно увлёкся бегом.
В книге «My Son Marshall, My Son Eminem» его мать писала, что Эминем всю жизнь боролся с биполярным расстройством. Она также заявила, что его состояние ухудшилось после того, как его бывшая жена Кимберли Энн Скотт родила ему дочь Хейли Джейд.
21 апреля 2018 года Эминем написал в Твиттере, что прошло 10 лет с того дня, как он бросил наркотики. В следующем году он снова отпраздновал своё выздоровление, также написав в Твиттере, что ничего не употребляет уже 11 лет.

### Обвинение в гомофобии
Имя Эминема несколько раз оказывалось в центре скандалов из-за текстов его песен. Их воспринимали как гомофобные; Пит Слиппер, австралийский политик, даже пытался запретить въезд Эминему в свою страну из-за агрессивных текстов рэпера. Маршалл, однако, отрицает все обвинения и говорит, что в течение его жизни такие непристойные слова, как «педик» и «гомик», были обыкновенными оскорблениями, которые унижали в целом, а не именно гомосексуалов. В интервью для телешоу канала CBS «60 минут» журналист Андерсон Купер разговаривал на эту тему с Эминемом:

Купер: В одной из ваших песен, «Criminal», вы говорите «Мои слова как нож с зазубренным лезвием, которое насквозь пронизывает вашу голову, Не важно, педик вы или лесбиянка, Гомосексуалист, гермафродит или трансвестит. Брюки или платье — ненавижу ли я педиков? Ответ: „Да“»
Эминем: Я просто бросаюсь этими словами. Настолько, что мы постоянно говорим друг другу — педик, прям как в баттле, понимаете.
Купер: Вам не нравятся люди с нетрадиционной ориентацией?
Эминем: Нет, у меня ни с кем нет проблем. Вы понимаете меня? Мне просто всё равно.

В ответ на обвинения в гомофобии Эминем в 2001 году выступил дуэтом с британским певцом Элтоном Джоном, открытым геем, на вручении премии «Грэмми», чем шокировал представителей организации Gay and Lesbian Alliance Against Defamation. За год до этого организация наградила английского певца премией за борьбу с гомофобией.
В интервью The New York Times о легализации однополых браков в его родном штате Мичиган Эминем ответил: «Я считаю, если два человека любят друг друга, то какого чёрта? Каждый имеет право на счастье». Также он добавил, что его взгляды на вещи стали более зрелыми, чем раньше.

### Конфликт с Machine Gun Kelly

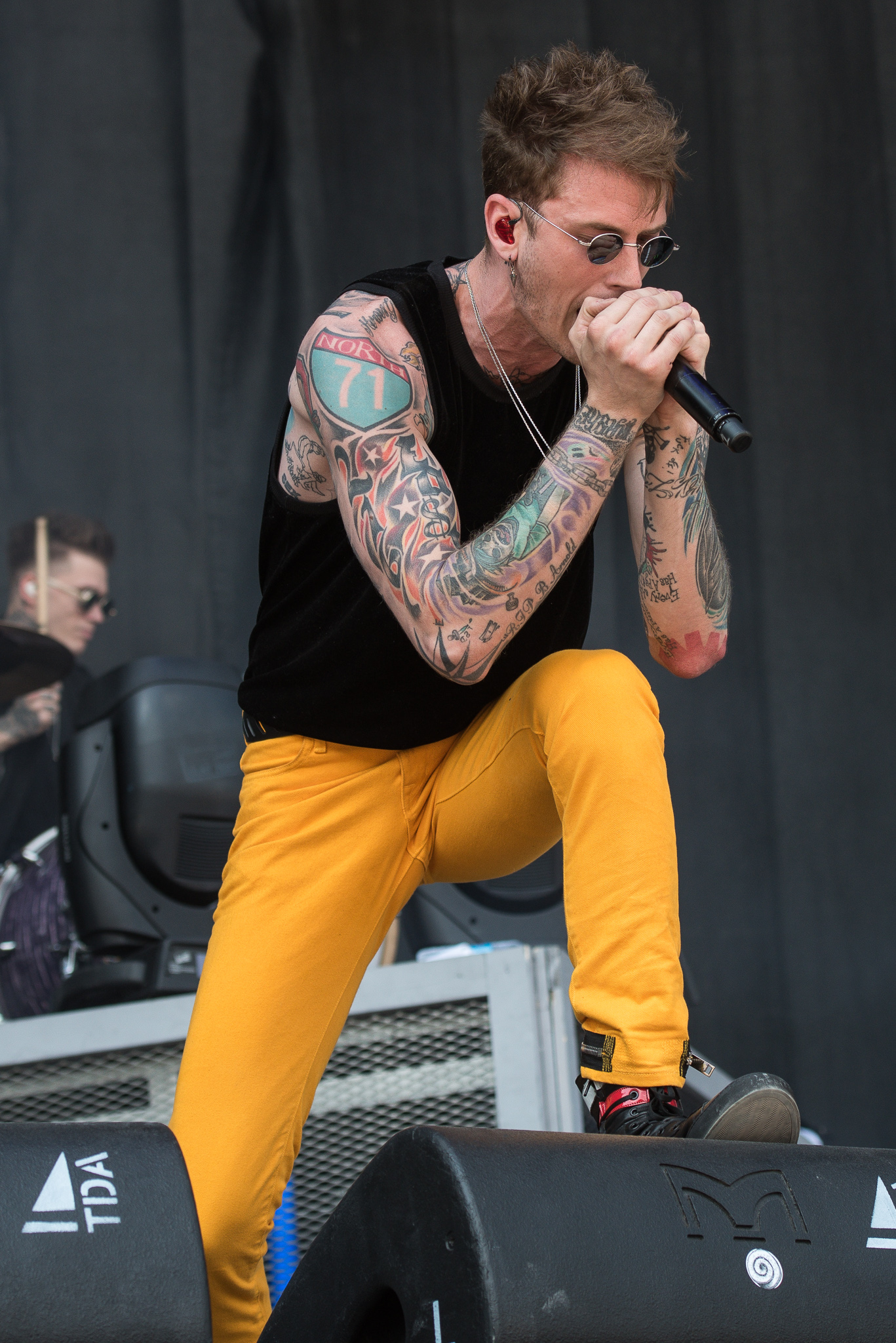
Machine Gun Kelly

7 мая 2012 года рэпер Machine Gun Kelly написал в Твиттере, что на тот момент 16-летняя дочь Эминема, Хейли Джейд Скотт, которая моложе MGK на пять лет, была «горячей». 19 октября 2015 года он появился на Hot 97 FM, чтобы сказать, что из-за этого твита ему запретили входить на радиостанцию Shade 45, созданной Эминемом. Он также заявил: «Некоторые люди даже не слушают и не рецензируют [мой альбом]. В некоторых местах вы даже не услышите Machine Gun Kelly». MGK также хотел оправдать свои действия, спросив: «Что в этом плохого?». 1 марта 2018 года MGK оскорбил Эминема в песне Tech N9ne «No Reason» строчками «To remind y’all you just rap, you’re not God» (рус. Напомню вам, что вы просто рэпер, вы не Бог), ссылаясь на песню Маршалла 2013 года «Rap God» из альбома The Marshall Mathers LP 2.
31 августа 2018 года Эминем выпускает альбом Kamikaze, в который вошёл трек «Not Alike», записанный вместе с Royce da 5’9. В этой песне были строчки: «But next time you don’t gotta use Tech N9ne if you wanna come at me with a sub-machine gun. And I’m talking to you, but you already know who the fuck you are, Kelly. I don’t use sublims and sure as fuck don’t sneak-diss» (рус. Но в следующий раз тебе не нужно использовать Tech N9ne, если захочешь наброситься на меня под шумок своего автомата. И я обращаюсь к тебе, но ты уже в курсе, кто блять такой, Келли. Я не действую исподтишка и конечно, бля, не пишу диссы тайком). 3 сентября 2018 года Келли выпустил дисс «Rap Devil», в котором он оскорбляет Эминема во всех отношениях. В этой песне MGK высмеял возраст Маршалла, его причёску, стиль одежды, многие другие аспекты его карьеры и личную жизнь. 12 сентября Эминем рассказал о Келли и его твите в своём интервью, сказав: «Мне плевать на твою карьеру. Ты думаешь, я действительно думаю о тебе? Знаешь, сколько рэперов лучше тебя?». Через два дня после интервью Эминем выпускает ответ на дисс MGK, «Killshot». В ответе Эминем, также как и его оппонент, раскритиковал многие аспекты: волосы, количество проданных записей, рэп-навыки и другие моменты карьеры Келли. Песня официально признана точкой конфликта между рэперами. Видео с песней за первые сутки набрало более 38 миллионов просмотров на YouTube, став самым просматриваемым рэп-роликом за 24 часа и третьим по общему показателю. 20 сентября Келли сказал, что не может ответить на дисс Маршалла, однако 5 июля 2019 года MGK выпустил ответ на «Killshot», «FLOOR 13».

## Наследие
Согласно данным Nielsen SoundScan, Эминем является самым продаваемым музыкантом 2000-х, который за 10-летие продал свыше 100 миллионов альбомов по всему миру, что делает его одним из самых продаваемых артистов за всё время.

Граффити Эминема в Шанхае, Китай

Эминем один из самых просматриваемых музыкантов в мире, имеющий более 24 млрд просмотров на своём официальном канале на YouTube. Он является единственным артистом, который имеет хотя бы одну песню, набравшую более 1 миллиардов прослушиваний в Spotify за три разных десятилетия. Также он стал первым рэпером и третьим человеком, набравшим более 1 000 000 000 просмотров на YouTube, с клипами песен «Love the Way You Lie», «Not Afraid», «Rap God» и «Without Me». На данный момент личный канал Эминема, EminemMusic, занимает тридцать третье место по подпискам на YouTube и восьмое среди каналов о музыке. Музыкант занимает 83 строчку в списке журнала Rolling Stone «100 самых великих артистов всех времён». Также в 2008 году он был назван журналом Vibe лучшим рэпером. А в декабре 2009 года Эминем был назван журналом Billboard артистом десятилетия. В 2010 году португальский MTV расположил Эминема на 7-м месте в числе икон поп-музыки. В течение этого же года музыку артиста сгенерировало более 94 миллиона стримов, больше чем любого другого музыканта. Согласно Billboard, два альбома Эминема находятся в пятёрке самых продаваемых альбомов 2000-х (десятилетия). Только в Великобритании Эминем продал 12,5 миллиона пластинок. Также он продал больше 33 миллионов цифровых песен и 40,9 миллиона цифровых альбомов только в США. Если считать и студийные работы коллективов, в которых он состоит, то у Эминема имеется 12 альбомов, которые достигали первой строчки в Billboard 200 (пять сольных альбомов, два сборника, два альбома группы D12 и мини-альбом Bad Meets Evil). 13 синглов Эминема достигали первой строчки Billboard во всём мире. Альбомы The Eminem Show, The Marshall Mathers LP и Encore заняли 3-е, 7-е и 40-е места соответственно в списке самых продаваемых альбомов за 2000–2009 годы. В августе 2011 года Эминем был назван журналом Rolling Stone «Королём Хип-хопа». Редакция просматривала сольных рэп-исполнителей, которые выпустили альбом между 2009 и первой половиной 2011 года, при этом анализируя продажи альбома, места в ритм-н-блюз/хип-хоп- и рэп- чартах, просмотры на YouTube, СМИ, гастроли, награды и рейтинги критиков. В итоге лучшим за этот период оказался Эминем. В 2012 году журнал The Source поставил Эминема на шестое место в списке «Топ-50 лириков всех времён», в том же году сайт About.com поставил его на седьмое место в топе «50 лучших рэперов за 1987—2007 года». В 2015-м Эминем занял третье место в списке «10 лучших рэперов всех времён» по версии Billboard. В 2022 году Эминема включили в Зал славы рок-н-ролла.

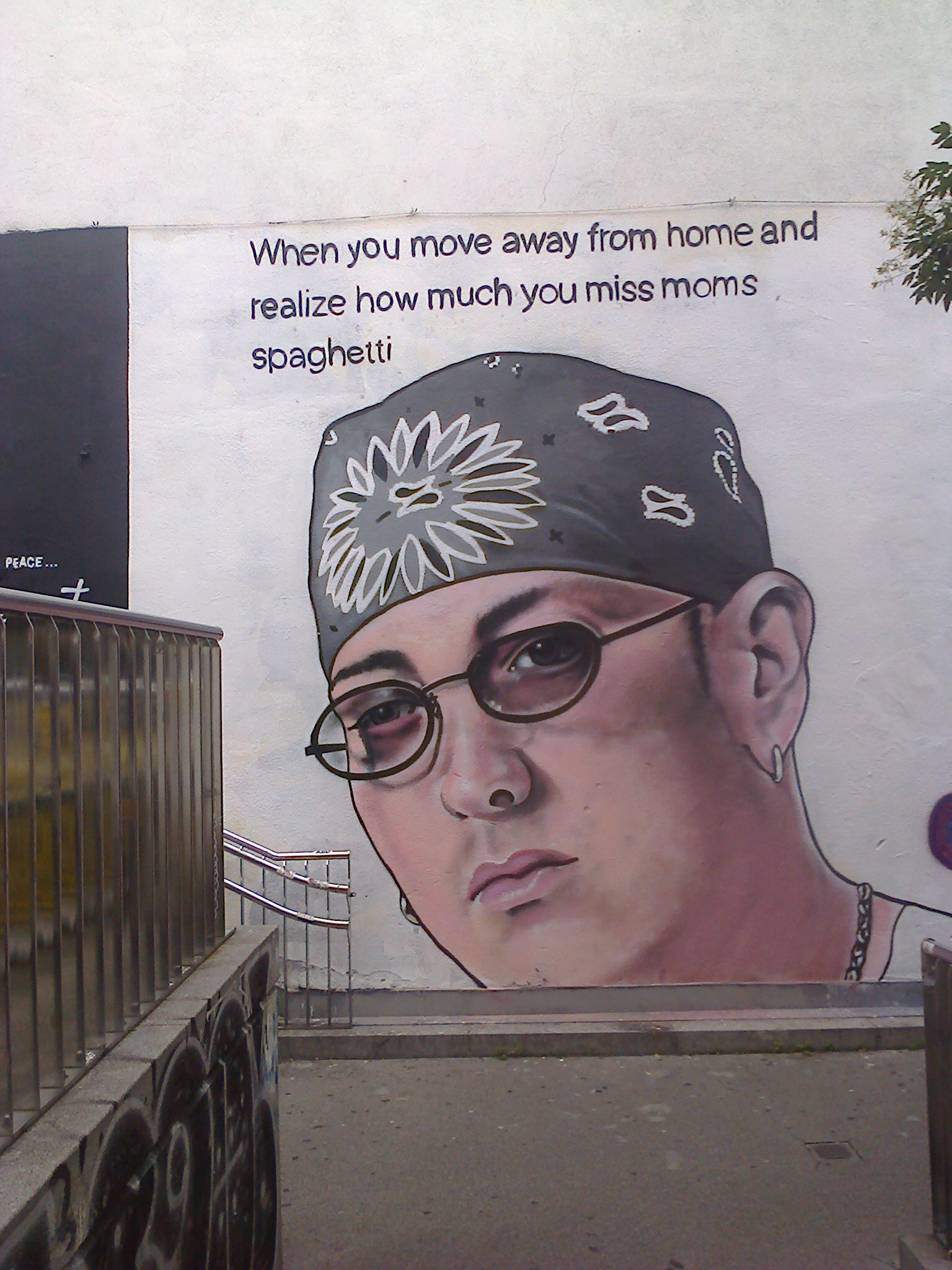
Граффити Эминема в Вене, Австрия

Второй альбом Эминема, вышедший на крупном лейбле, The Marshall Mathers LP, стал самым быстропродающимся сольным альбомом в истории США. Альбом был назван одним из величайших хип-хоп альбомов всех времён такими журналами, как Rolling Stone, Time и XXL. Rolling Stone расположил The Marshall Mathers LP под седьмым номером в списке лучших альбомов 2000-х (десятилетия). Третий сингл из альбома, «Stan», был высоко оценён критиками, сайт About.com назвал его самой лучшей песней Эминема, а Pitchfork — значимой культурной вехой. В 2005 году Эминем занял 79-ю строчку в списке «100 самых великих артистов всех времён» канала VH1. В том же году The Marshall Mathers LP попал в книгу «1001 Albums You Must Hear Before You Die» (рус. Тысяча и один альбом, который вы должны услышать, прежде чем умрёте).
Кроме того, рэпер стал первым в истории человеком, которому удалось получить более 78 миллионов «лайков» в социальной сети Facebook. По состоянию на 2017 год, Эминем до сих пор удерживает этот рекорд.
Эминем — один из самых продаваемых артистов в истории музыки, и его успех более чем заслуженный. Его можно называть Элвисом Пресли от мира хип-хопа. Он стал первым белым рэпером со времён группы Beastie Boys, который завоевал как продажи, так и уважение критиков.
Музыка Эминема повлияла на таких исполнителей, как Регина Спектор, The Weeknd, Crooked I, Tech N9ne, Logic, Лил Уэйн, Камила Кабельо, Ники Минаж, T.I., B.o.B, Дженей Айко, 50 Cent, Ашер, Эрл Свэтшот, Эб-Соул, Кендрик Ламар, Эд Ширан, Лана Дель Рей, Big Sean, J. Cole, Скайлар Грей, Machine Gun Kelly, Yelawolf, Hollywood Undead, Royce da 5’9, Joyner Lucas, BTS, Burito и на многих других исполнителей.
Рэперы Tech N9ne, G-Eazy, Уиз Халифа, Дрейк, 50 Cent, Талиб Квели, Kool G Rap, Logic, J. Cole, Redman, Kurupt, E-40, Dr. Dre, Ice Cube, Нас, Young Jeezy, Эб-Соул, Big Sean, Кендрик Ламар, Fabolous, Royce da 5’9, Биг Дэдди Кейн, Раким, T.I., Канье Уэст, Joyner Lucas, B-Real, Баста Раймс, Эйкон, Ник Кэннон, Ty Dolla Sign, Machine Gun Kelly, Yelawolf, Jay-Z, Crooked I и Оксимирон считают Эминема одним из лучших рэперов всех времён.

### Автобиографии
- Angry Blonde[англ.] (2000)[608]
- The Way I Am (2008)[609].

## Дискография

### Студийные альбомы
- Infinite (1996)
- The Slim Shady LP (1999)
- The Marshall Mathers LP (2000)
- The Eminem Show (2002)
- Encore (2004)
- Relapse (2009)
- Recovery (2010)
- The Marshall Mathers LP 2 (2013)
- Revival (2017)
- Kamikaze (2018)
- Music to Be Murdered By (2020)
- The Death of Slim Shady (Coup de Grâce) (2024)

### Совместные альбомы
- Devil’s Night (совместно с D12) (2001)
- D12 World (совместно с D12) (2004)
- Hell: The Sequel (совместно с Bad Meets Evil) (2011)

## Концертные туры

### В качестве хедлайнера
- The Slim Shady LP Tour (1999)[610][611]
- The Recovery Tour[англ.] (2010–2012)
- Rapture Tour[англ.] (2014)[612]
- Revival Tour (2018)
- 2019 Rapture Tour (2019)[613]

### В качестве сохедлайнера
- Up in Smoke Tour[англ.] (с Snoop Dogg, Доктор Дре, Айс Кьюб и другие) (2000)
- Anger Management Tour[англ.] (с Limp Bizkit и Papa Roach) (2002–2005)
- The Home & Home Tour[англ.] (с Jay-Z) (2010)
- The Monster Tour[англ.] (с Рианной) (2014)[614]

## Награды и номинации
Эминем является обладателем пятнадцати премий Грэмми. По иронии судьбы, в песне «The Real Slim Shady» из второго альбома The Marshall Mathers LP, получившего награду Грэмми, Эминем раскритиковал музыкальную премию и посчитал, что вряд ли её ещё когда-нибудь получит.
В 2003 году Эминем получил премию «Оскар» за песню «Lose Yourself» для фильма «8 миля». Его победа на церемонии сделала Маршалла первым рэпером, выигравшим эту награду. По состоянию на 2019 год, Эминем до сих пор является первым и единственным рэпером, выигравшим «Оскар».
MTV расположил Эминема под номером девять в списке «Самые великие MC за всё время» и под номером тринадцать в списке «22 самых великих голоса в музыке». В 2005 году журнал Rolling Stone опубликовал статью «Бессмертные: 100 величайших исполнителей всех времён», где расположил Эминема на 83 позиции. В 2008 году читатели журнала Vibe признали его лучшим живым рэпером, а в результате голосования на сайте того же журнала Эминем был признан самым лучшим рэпером.

## Деловые предприятия
- Shady Records (лейбл)
- Shade 45 Sirius (радиостанция)
- The Marshall Mathers Foundation (благотворительность)[623]
- Shady Ltd. Clothing (одежда)[624]
- Shady Games (игры)
- Shady Films (фильмы)[625]